# Campaña Nacional de 1856-1857
La Campaña Nacional de 1856-1857 fue un conflicto bélico que se desarrolló entre marzo de 1856 y mayo de 1857, el cual enfrentó a la República de Costa Rica, encabezada por su presidente Juan Rafael Mora Porras, contra el ejército filibustero estadounidense al mando de William Walker, como consecuencia de la ocupación filibustera en la vecina Nicaragua desde 1855. Sus episodios más sobresalientes son la batalla de Santa Rosa (20 de marzo de 1856), la batalla de Rivas (11 de abril de 1856), y la Campaña del Tránsito (noviembre de 1856-mayo de 1857). En Costa Rica, se considera a la campaña una importante etapa de la historia costarricense, dado que dio impulso al proceso de construcción del estado-nación en Costa Rica, y representa la consolidación de la independencia y el inicio del proceso de formación de la identidad nacional.
La campaña nacional fue un conflicto que involucró directamente tanto a Costa Rica como a Nicaragua; en menor medida, a los demás países centroamericanos; y de forma indirecta, a los Estados Unidos, el Reino Unido y el Imperio francés. Históricamente, se le ha dividido en dos fases de desarrollo estratégico militar: el primero entre marzo y abril de 1856, que inició con la batalla de Santa Rosa (20 de marzo), en Guanacaste, y el combate de Sardinal (10 de abril), en el cantón de Sarapiquí, en Costa Rica, que culminaría finalmente con la batalla de Rivas (11 de abril) en Nicaragua, en el cual la historia costarricense destaca el episodio de la quema de un mesón donde se había refugiado el enemigo, acto realizado por Juan Santamaría. La posterior aparición de la peste del cólera entre las filas costarricenses motivó su repatriación tras esta batalla y la consecuente diseminación de la enfermedad por el país, que costó la vida de 10.000 costarricenses, el 10 % de la población nacional.
Superada la epidemia del cólera, se inicia la segunda fase, conocida históricamente como la campaña del Tránsito. Esta inició en noviembre de 1856 y culminó en mayo de 1857. La Campaña del Tránsito tuvo como objetivo principal el control de la ruta del río San Juan, a través de la cual los filibusteros recibían reabastecimiento de suministros y hombres. Dio inicio el 22 de noviembre con la batalla del puerto de San Juan del Sur, y se continuó con el combate de la Trinidad (22 de diciembre), toma de vapores filibusteros en el río San Juan (23 de diciembre), combates del Castillo Viejo (16 de febrero de 1857), el fuerte de San Carlos (febrero-marzo) y la isla Ometepe (marzo-abril), para culminar con las batallas de San Jorge (marzo-mayo) y Rivas (abril-mayo), en las que se involucraron las otras repúblicas centroamericanas. La campaña culminó con la rendición de William Walker el 1 de mayo de 1857.

## Denominaciones
El término "Campaña Nacional" fue acuñado por el presidente Juan Rafael Mora Porras con el objetivo de definir la trascendencia de la guerra que se iba a producir en procura de garantizar la libertad y soberanía de los pueblos centroamericanos. Debido a esto, el nombre "Campaña Nacional" es utilizado esencialmente en Costa Rica para definir los acontecimientos que involucraron la participación directa del país en el conflicto. Otros términos usados en Costa Rica para denominar este episodio de la historia nacional son Gesta del 56, Guerra de 1856, Guerra contra los filibusteros y Guerra Patria.
En Nicaragua, el conjunto de los hechos de la guerra civil librada entre legitimistas y democráticos que llevaron al ascenso al poder de Walker y que motivaron la participación costarricense en dicho conflicto se conoce como Guerra Nacional de Nicaragua, sin embargo, en Costa Rica, las batallas libradas en Nicaragua antes de la Batalla de Santa Rosa el 20 de marzo de 1856, así como algunas de las batallas ocurridas entre abril y noviembre de 1856, cuando Costa Rica no participó de la guerra por enfrentar la epidemia del cólera, no se consideran parte de la Campaña Nacional, aunque sí se toman como uno de sus antecedentes directos. En el resto de los países de Centroamérica, el conjunto de estos hechos bélicos, así como sus causas y consecuencias, se conocen como Guerra Nacional Centroamericana o Guerra centroamericana contra los filibusteros.

## Antecedentes
La causalidad de la Campaña Nacional de 1856-1857 es múltiple y compleja:
- Situación económica, política y social de Costa Rica durante la década de 1850, en medio de un auge importante producido por la exportación del café a Inglaterra, que le permite consolidar la formación, modernización y profesionalización de las fuerzas armadas.
- Situación política de Nicaragua, sumida en una guerra civil entre dos partidos políticos, llevará a uno de ellos a intentar obtener la victoria reclutando tropas mercenarias extranjeras.
- Intereses geopolíticos y estratégicos de las potencias de la época, en especial de Estados Unidos y Gran Bretaña, que buscan controlar la ruta del tránsito a través del río San Juan, Lago de Nicaragua e istmo de Rivas, por el potencial que representa para la construcción de un canal interoceánico.
- Política expansionista de los Estados Unidos durante el siglo XIX, en especial por parte de los estados sureños, cuya economía agrícola, dependiente de la esclavitud, les empuja a la anexión de nuevos territorios ante el avance del movimiento abolicionista en los estados del norte, más industrializados.

### Costa Rica en guerra desde 1850

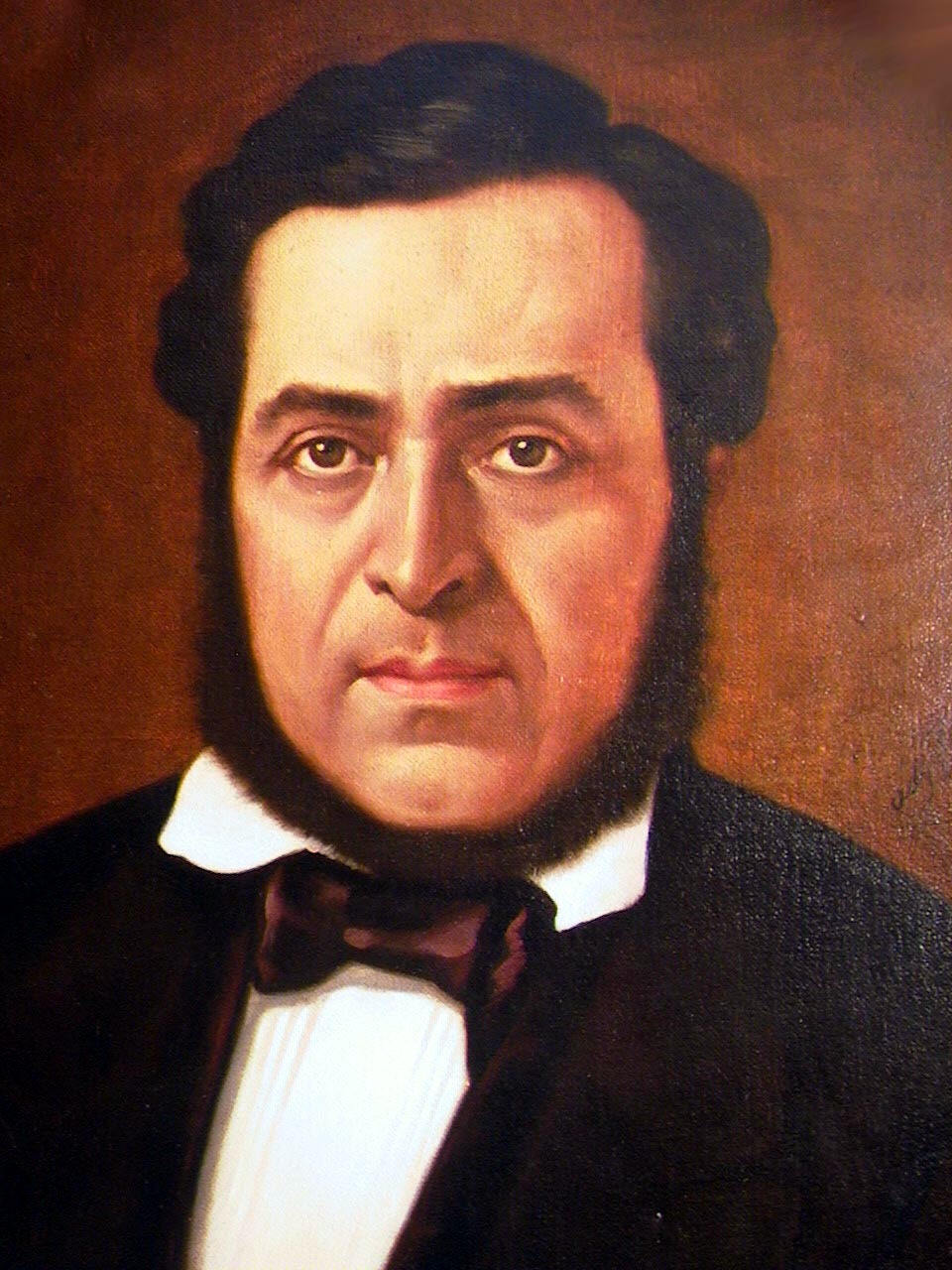
Pablo Rafael Mora Porras, héroe nacional y libertador de Costa Rica.

A inicios de la década de 1850, con el ascenso al poder del gobierno del presidente Juan Rafael Mora Porras, la situación de Costa Rica era promisoria. La supresión de los localismos que enfrentaban a las principales ciudades del Valle Central (Alajuela, Cartago, Heredia y San José), que anteriormente había provocado inestabilidad política, como la Batalla de Ochomogo (1823) y la Guerra de la Liga (1848), permitió la consolidación central del poder, la formación de un ejército supeditado a la autoridad del Ejecutivo, y el establecimiento de relaciones internacionales con Francia, Gran Bretaña, Estados Unidos y España, permitiendo el reconocimiento del país como estado independiente en el exterior.
El país se encontraba en medio de un auge económico y social producido por la bonanza del café, cuyos precios a nivel internacional permitieron la dinamización de la vida económica y social de la nación. La exportación del café permitió el enriquecimiento de pequeños y medianos productores agrícolas, que prosperaron con la venta del "grano de oro" al exterior, el cual era transportado en carretas desde el Valle Central hasta Puntarenas, en la costa del Pacífico, de donde era exportado a Europa, principalmente a Inglaterra, a través de los buques pertenecientes al capitán inglés William Le Lacheur, amigo personal del presidente Mora.
Este proceso permitió la consolidación de una clase burguesa agroexportadora, una "oligarquía cafetalera", que se estableció en la cúspide de la jerarquía social de la nación, pues había encontrado en la exportación del grano una temprana fuente de estabilidad que le había engendrado riqueza y poder. Este sector agroexportador se convirtió en la base económica del estado, su principal motor de desarrollo.

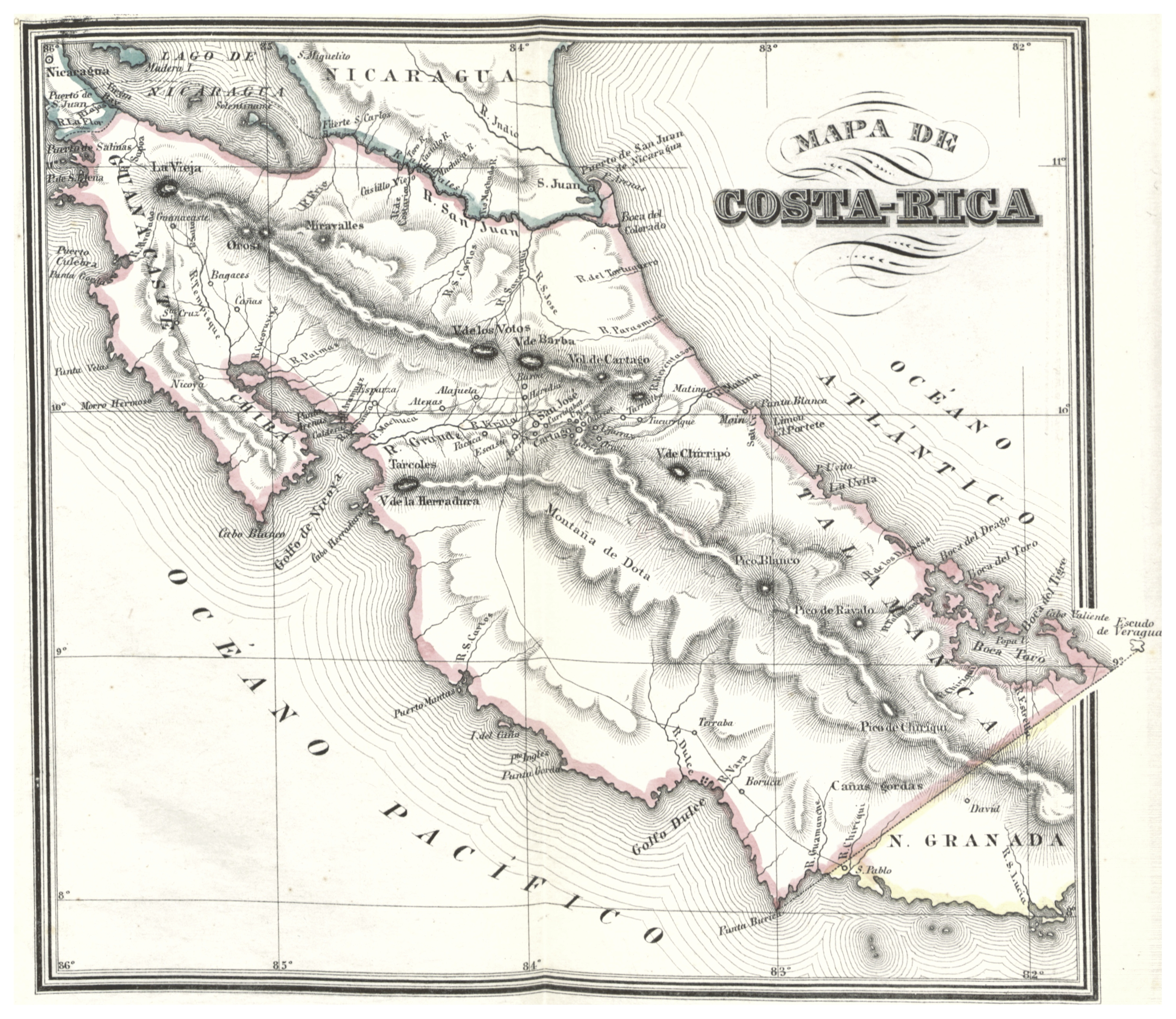
Mapa de Costa Rica en 1850.

Secundario a la riqueza económica de esta élite, la sociedad costarricense se volvía cada vez más compleja y diversa, mejor integrada y económicamente más dinámica, reflejado esto último en una activa venta de víveres, lo que permitió el desarrollo y diversificación del comercio interno. A la vez, se importaron nuevas modas y tecnologías que permitieron la apertura de vías de comunicación y el mejoramiento de los viejos caminos, como el camino de mulas entre San José y Puntarenas, el cual fue vital para la economía colonial. Con el objetivo de favorecer la expansión económica con la exportación del café, el presidente Mora impulsó políticas orientadas a la construcción y mejoramiento de caminos y puertos, contratos de navegación, código de comercio, firma de tratados, habilitaciones, creación del primer banco estatal, venta de terrenos y otros. Durante la década de gobierno del presidente Mora en Costa Rica, el país experimentó un excepcional progreso. Se fortaleció el poder central del Estado, se desarrollaron las instituciones públicas y políticas, se elevaron los ingresos del país de 15.000 a 500 000 pesos, se realizó un desenvolvimiento de la salud pública, la educación y la cultura. San José empezó a perder de prisa el perfil de aldea que había tenido durante la colonia, para irse convirtiendo rápidamente en una urbe. El presidente Juan Rafael Mora, contando con la asesoría y capacidad técnica de algunos ciudadanos europeos, como el ingeniero alemán Franz Kurtze, hizo construir importantes edificaciones como el Palacio Nacional, el Teatro Mora, el Hospital San Juan de Dios y la Fábrica Nacional de Licores. En el puerto de Puntarenas, el casco urbano creció con la expansión vertiginosa del comercio exterior.

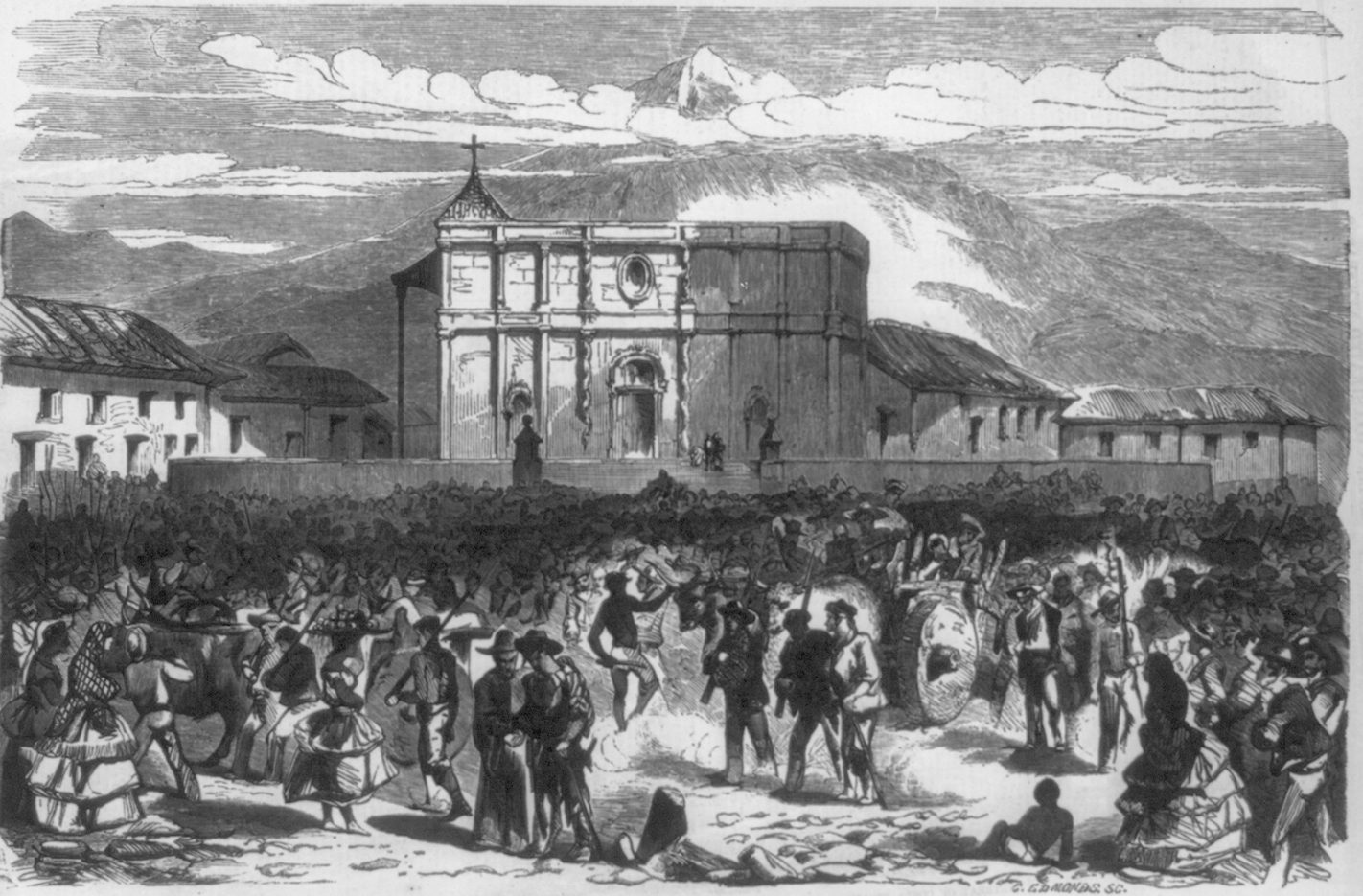
San José en 1856.

El crecimiento económico, no obstante, también tuvo otros efectos sociales y políticos. Mientras por un lado la burguesía u oligarquía cafetalera se consolidaba, los campesinos pobres, desposeídos de las tierras comunales por la privatización de las mismas, se volvieron al trabajo asalariado, volviéndose jornaleros. En el caso de los indígenas, estos se vieron desplazados del Valle Central, por lo que se vieron obligados a movilizarse a las montañas, sobre todo hacia la Cordillera de Talamanca, ante la colonización agrícola.
Aunque el futuro de la nación parecía brillante, no obstante existían tensiones allende sus fronteras, dado que desde 1854 en la vecina Nicaragua se vivía una guerra civil que amenazaba la seguridad del país, a lo que se sumaba la reclamación de Nicaragua sobre el territorio del antiguo Partido de Nicoya (anexado a Costa Rica desde 1824), y los intereses de las potencias de la época sobre la ruta interoceánica a través del río San Juan. Ante esto y con el ascenso de Juan Rafael Mora a la jefatura del Estado, se inició un proceso de fortalecimiento y modernización de las fuerzas armadas, al mando de José Joaquín Mora Porras, hermano del presidente. El número de las tropas ascenderá hasta 9000 hombres durante los años previos a la Campaña Nacional.

### Situación política de Nicaragua

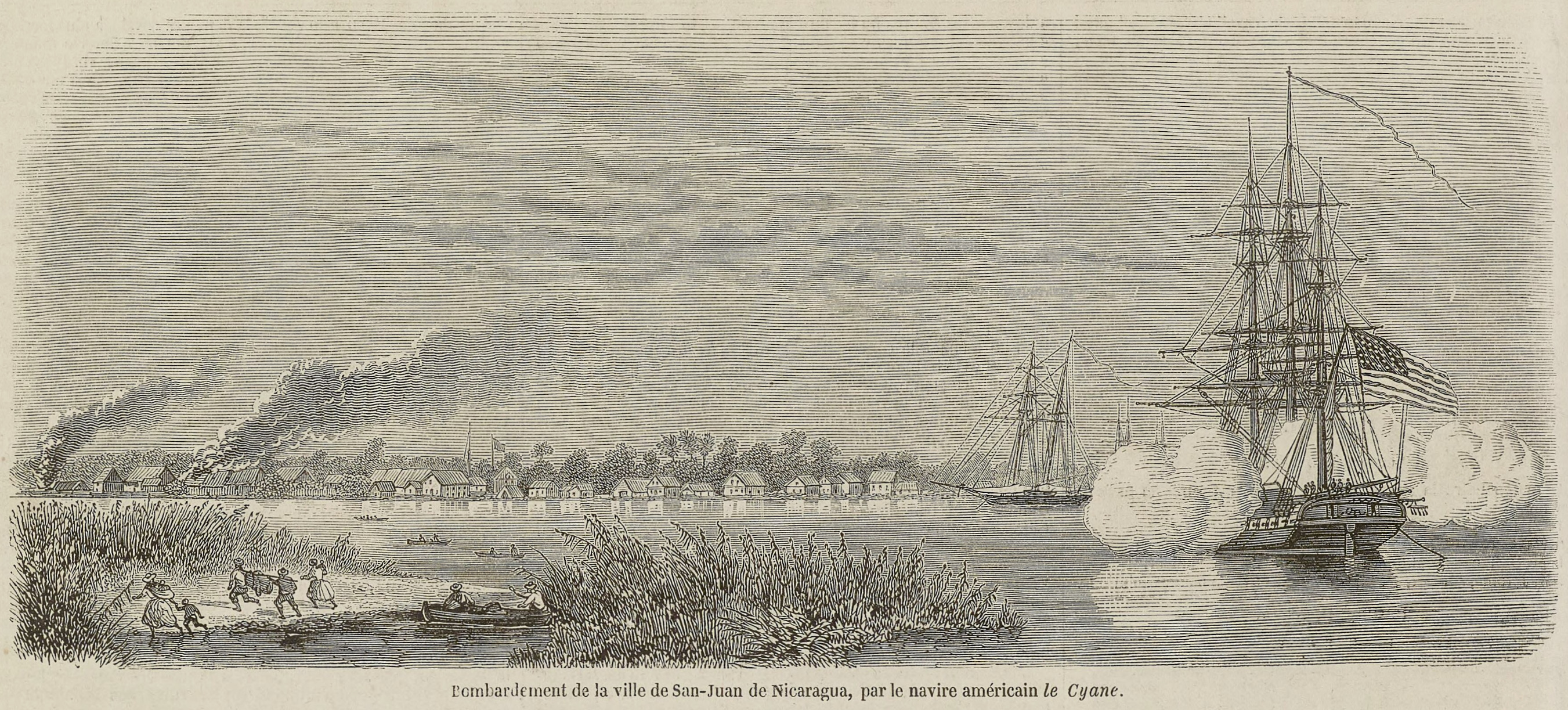
Bombardeo y destrucción de San Juan del Norte por la corbeta estadounidense «Cyane» en 1854.

Tras la independencia de Centroamérica en 1821, surgieron en Nicaragua dos bandos que se disputaban el control de esa nación, representados en dos ciudades rivales que simbolizaban dicha lucha. El bando conservador o legitimista, asentado en la ciudad de Granada, controlaba la escena política desde la desintegración de la República Federal de Centroamérica. El bando liberal o democrático, mientras tanto, tenía su centro de poder en la ciudad de León. En 1823, dos años después de la independencia, hubo un alzamiento contra el gobierno conservador. Esta rebelión, liderada por Anacleto Ordóñez Bermúdez, era consecuencia de la intención de los conservadores de anexar al país al Imperio Mexicano de Agustín de Iturbide. La sublevación del caudillo Cleto Ordóñez en su oposición a la anexión de Nicaragua al imperio mexicano, continuó a pesar de la disolución de dicho imperio y el 18 de enero de 1824 arriba a León José Justo Milla, enviado por la Asamblea Nacional Constituyente de Guatemala, a asistir al Jefe Político Superior, Carmen Salazar, en la pacificación de la Provincia. Esto hizo que ese año los leoneses Pablo Méndez y Domingo Galarza lideraran en León una sedición que depone a Salazar y Millar. A su vez, Méndez y Galarza son depuestos por otro golpe de Cleto Ordóñez. Esta situación de guerras intestinas y golpes de estado se prolonga con la guerra Argüello-Cerda (1827-29); la dictadura del gran mariscal Casto Fonseca de 1843-45; el sitio de Francisco Malespín a León en 1845; los ataques a San Juan del Norte, principal puerto del Caribe, por los ingleses desde 1841 a 1848; el golpe de Estado contra Laureano Pineda en 1851, el bombardeo y destrucción de San Juan del Norte el 12 de julio de 1854 por la corbeta estadounidense «Cyane».
Nicaragua había vivido un ambiente caracterizado por la anarquía, con guerras intestinas, y luchas a muerte inducidas y organizadas por cabecillas con ilusiones personales y ambiciones de poder. En el año de 1853, ascendió al poder Fruto Chamorro Pérez, general de división, granadino, conservador, quien impulsó medidas con el fin de acabar con la anarquía e imponer el orden. Los liberales de León, sin embargo, temían un giro dictatorial del gobierno de Chamorro, quien a su vez alegó que los leoneses intentaban derrocarlo, por lo que persiguió a algunos de sus líderes como Máximo Jerez Tellería y Francisco Castellón Sanabria. Esto propició el ambiente para un nuevo levantamiento, que finalmente se desató luego de la aprobación de una nueva constitución por parte de la Asamblea Constituyente, que en lugar de esperar a las elecciones que la constitución establecía, nombró a Chamorro presidente provisorio para 1854, y luego presidente constitucional para el periodo 1855-1859, una especie de "elección a futuro". Lógicamente, los liberales repudiaron la nueva constitución y se alzaron el 4 de mayo, con Jerez y Castellón a la cabeza. Para efectos de esta nueva guerra civil, cada bando, tradicionalmente enemigo, tomó una nueva denominación: los conservadores se llamaron a sí mismos legitimistas (porque, según ellos, defendían el gobierno legítimo), mientras que los liberales se autodenominaron democráticos.

### Intereses geoestratégicos y políticos de las grandes potencias
Se ha señalado a la situación geopolítica mundial en la década de 1850 como una de las causas directas de la Campaña Nacional, en especial en lo que se refiere al control de la vía del Tránsito y su potencial para la construcción de un canal interoceánico.

#### La vía del Tránsito
La vía del tránsito se ha convertido en un punto donde chocan los intereses de Inglaterra y de los Estados Unidos, lo que quiere decir que son estos los que deben ser vencidos en la lucha despiadada por el control de esa ruta.
Juan Bosch.

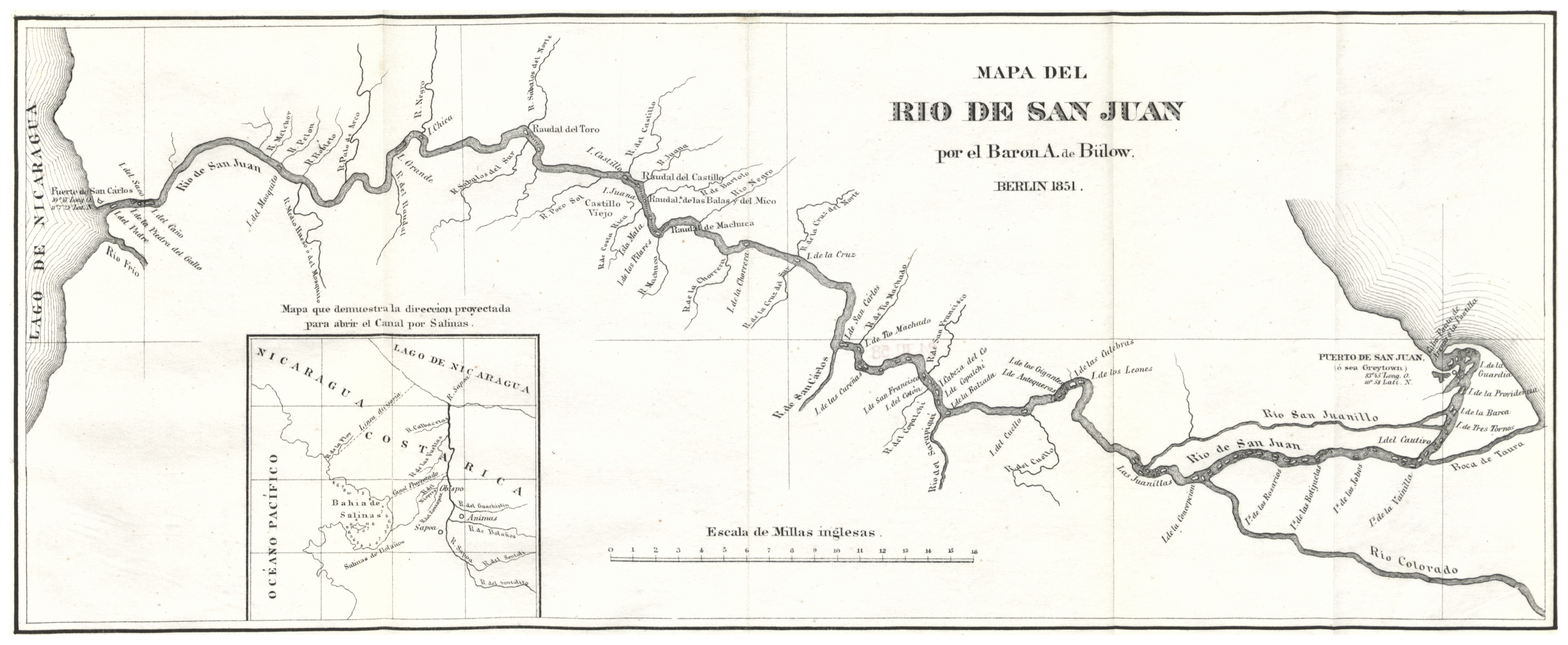
Mapa del río San Juan en 1851.

El establecimiento de una ruta interoceánica a través del istmo centroamericano data de la época de la llegada de Cristóbal Colón y la conquista de América. Durante la conquista y colonización española en América, la búsqueda del Estrecho Dudoso, hipotética comunicación entre el océano Pacífico y el mar Caribe, fue uno de los motivos que impulsaron las exploraciones españolas en Centroamérica. Tras la expedición de Vasco Núñez de Balboa que dio a conocer a los europeos la existencia del océano Pacífico, en 1523 una expedición de Gil González Dávila dio con el golfo de Nicoya, en Costa Rica, y le permitió a los españoles llegar hasta el lago Cocibolca, sitio en donde González Dávila creyó dar con el estrecho. En 1524, Hernán Cortés, en una carta dirigida a Carlos I de España, manifestaba que «el que posea el paso entre los dos océanos podrá considerarse dueño del mundo», a partir de lo cual se incrementaron las exploraciones españolas en búsqueda del Estrecho Dudoso que conectara ambos océanos. Las exploraciones posteriores de Ruy Díaz y Alonso Calero que permitieron el descubrimiento del río San Juan, que conecta el lago Cocibolca con el Atlántico, impulsó a los españoles a consolidar su control sobre esta vía fluvial-lacustre, que permitió el comercio interno de las provincias españolas ubicadas en Centroamérica, el Caribe y la costa pacífica y atlántica de la Nueva Granada.

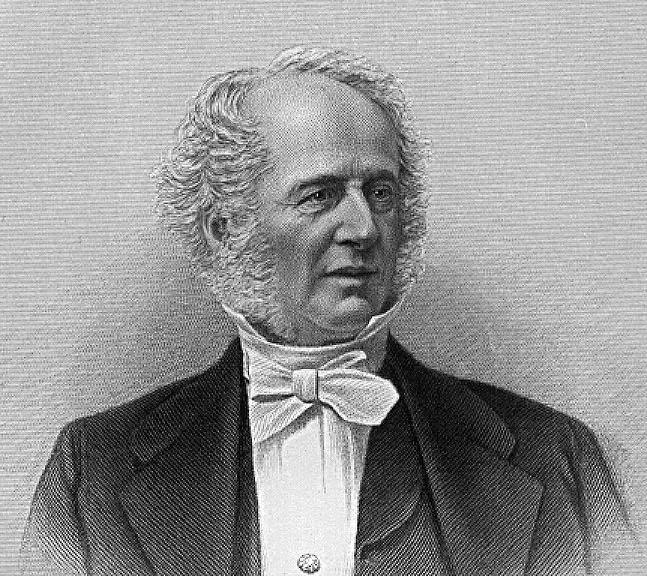
Cornelius Vanderbilt (1877), fundador de la Compañía del Tránsito.

Tras la independencia centroamericana, la ruta del San Juan tomó gran importancia para las potencias de la época. En 1829, la República Federal de Centroamérica acordó la construcción del canal por la vía del San Juan, pero aunque se hicieron los estudios respectivos, la construcción no se llevó a cabo por la desaparición de la República en 1843. Posteriormente, las autoridades nicaragüenses intentaron que la Francia de Napoleón III se hiciera cargo de la obra, confiriendo en enero de 1846 el derecho a los franceses de construir el “Canal Napoléon de Nicaragua”, que nunca se efectuó. Los británicos, por su parte, mantenían control del puerto de San Juan del Norte desde 1848, con propósito de dominar dicha ruta. Poco después de la anexión de California por Estados Unidos, el descubrimiento de abundantes vetas de oro en el nuevo estado de la Unión Americana desató la inmigración de miles de habitantes de la costa este de los Estados Unidos hacia el oeste. Para no tener que pasar por el Cabo de Hornos o el Estrecho de Magallanes, dando la vuelta por el extremo sur del continente, o bien, aventurarse en las aún indómitas y agrestes Grandes Llanuras del centro de Estados Unidos, los viajeros podían atravesar el istmo de Tehuantepec, en México, la ruta del San Juan o el istmo de Panamá. De estas tres rutas, la del San Juan, al permitir la navegación sobre el cauce del río y la superficie del lago de Nicaragua, además de un corto trayecto en diligencia a través del istmo de Rivas, eliminaba 960 kilómetros del recorrido y un 50 % de los costes de viaje.
En 1851, un magnate estadounidense, el Comodoro Cornelius Vanderbilt, estableció una línea naviera y terrestre para el transporte de la costa este de los Estados Unidos hacia California, a través de la ruta del San Juan, atravesando San Juan del Norte, río San Juan, lago de Nicaragua y San Juan del Sur. Vanderbilt firmó un convenio con la Accesory Transit Company (Compañía Accesoria del Tránsito), la cual el primer año le dio dividendos por un millón de dólares. Entre 1848 y 1869, pasarán por Centroamérica 465.103 viajeros de Nueva York a San Francisco, de los cuales 81.488 usarán la vía del San Juan. Cuando William Walker invadió Nicaragua, una de sus medidas fue anular la concesión que el gobierno de Nicaragua había otorgado a Vanderbilt para explotar la ruta del tránsito, razón por la cual el Comodoro lo combatirá como a un enemigo.

#### Intereses británicos en el Caribe

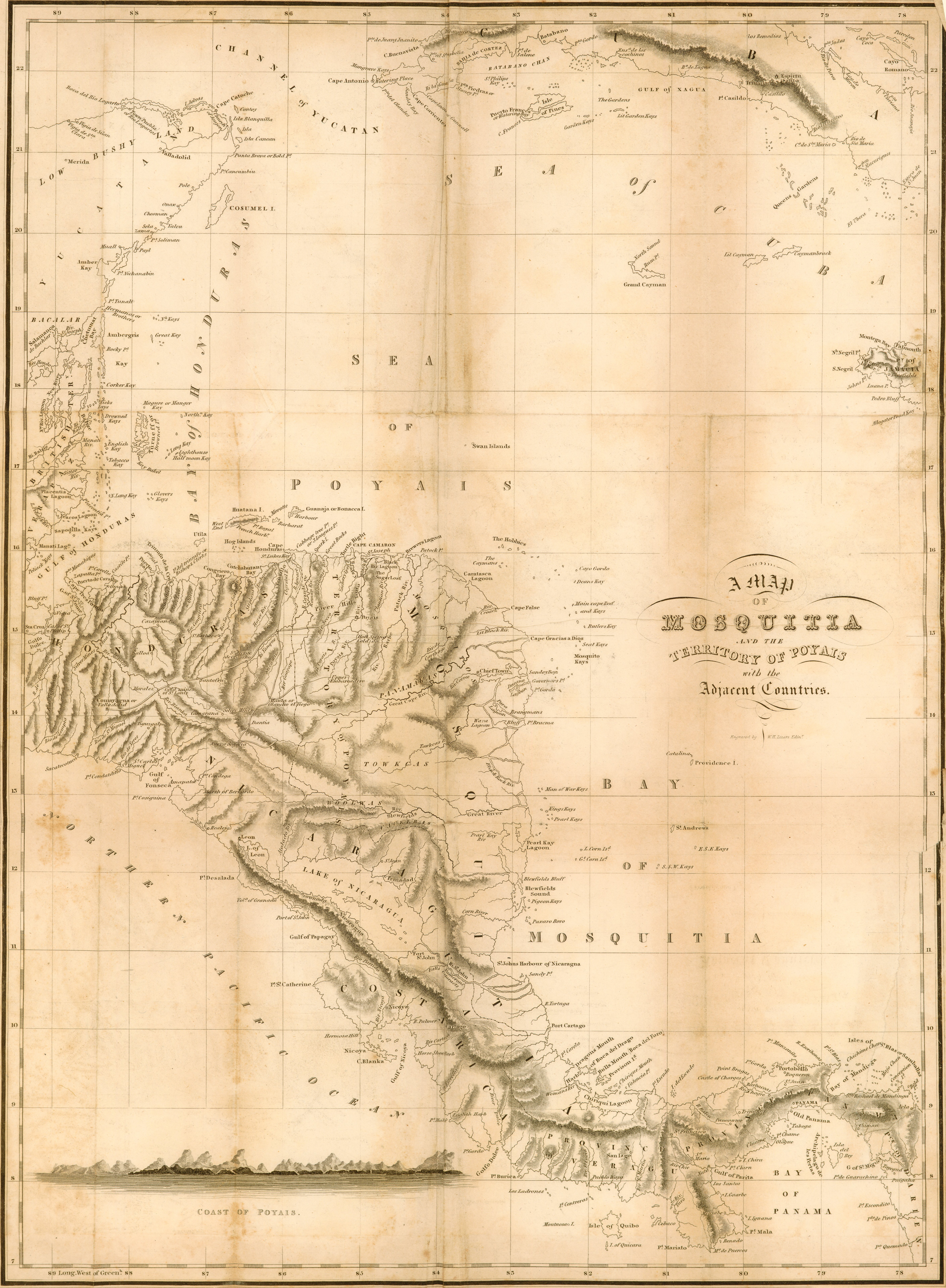
El Reino de Mosquítia en 1850.

Los británicos tenían presencia en la región desde la época colonial, cuando los piratas ingleses y los zambos mosquitos utilizaban la vía del San Juan para atracar las poblaciones coloniales españolas en el Caribe, incluidas las de la Provincia de Costa Rica. A raíz de estos ataques, las autoridades españolas construyeron una serie de fuertes en la vera del río, como el fuerte San Carlos (1666) y el Castillo de la Inmaculada Concepción o Castillo Viejo (1675), que tendrán gran importancia durante la Campaña Nacional. Los ataques ingleses sobre la ruta del San Juan se incrementaron en el siglo XVII, incluyendo una expedición de Horacio Nelson que tomó el Castillo de la Inmaculada Concepción en 1780.
En 1830, Gran Bretaña estableció un protectorado en la costa del Caribe nicaragüense, el reino de la Mosquitia, el cual se extendía desde la boca del San Juan, en Nicaragua, hasta el sur del Caribe hondureño, y desde 1848, controlaba el puerto de San Juan del Norte, el más importante de este litoral. La intención británica en esta zona del mundo era controlar la potencial construcción de un canal interoceánico a través de la ruta del río San Juan, dado que la firma del Tratado Mallarino-Bidlack, firmado por Estados Unidos y Nueva Granada, le daba el derecho a los norteamericanos de construir un canal en Panamá, algo que iba en contra de los intereses británicos. Los estadounidenses, a su vez, no se encontraban en condiciones de expulsar militarmente a los británicos de tierras centroamericanas, por lo que se hacía necesario para ellos garantizarse que los británicos no controlasen la ruta interocéanica antes que ellos. Esta situación llevó a la firma, en 1850, del Tratado Clayton-Bulwer por parte de ambas potencias, con el fin de neutralizar el control e influencias de ambos sobre los países de Centroamérica, aunque en la práctica ambas partes utilizaron diversos actores para lograr sus cometidos. Con el Tratado Clayton-Bulwer, los británicos le cerraron a los estadounidenses la posibilidad de impulsar planes de invasión oficiales, si bien ellos también renunciaban a considerar a Honduras y las islas de Roatán y del Tigre como "Honduras británica". Ambas potencias, no obstante, no estaban dispuestas a renunciar a sus intenciones sobre un posible canal en el río San Juan, por lo que iniciaron una ofensiva diplomática sobre los gobiernos de Nicaragua y Costa Rica buscando agenciarse la confianza de estos para sus propios fines.
La guerra de Crimea (1853-1856), conflicto bélico que enfrentó al Imperio ruso con la alianza conformada por el Reino Unido, el Segundo Imperio francés, el Imperio otomano y el Reino de Piamonte-Cerdeña, fue una oportunidad que permitió a Estados Unidos ejercer su influencia sobre la región centroamericana. Con los británicos participando en este conflicto en Oriente, los Estados Unidos aprovechan la coyuntura para ejecutar su propia agenda expansionista en América y, de hecho, reducir la influencia británica sobre el continente, presente sobre todo en Canadá, Centroamérica y el Caribe. La presencia de los británicos en el Caribe centroamericano, a su vez, era una barrera que se levantaba contra el cumplimiento del destino manifiesto estadounidense, ideología que por esa época dominaba la política exterior de aquella nación.

#### Orígenes del filibusterismo

##### Política expansionista de los Estados Unidos en elsigloXIX

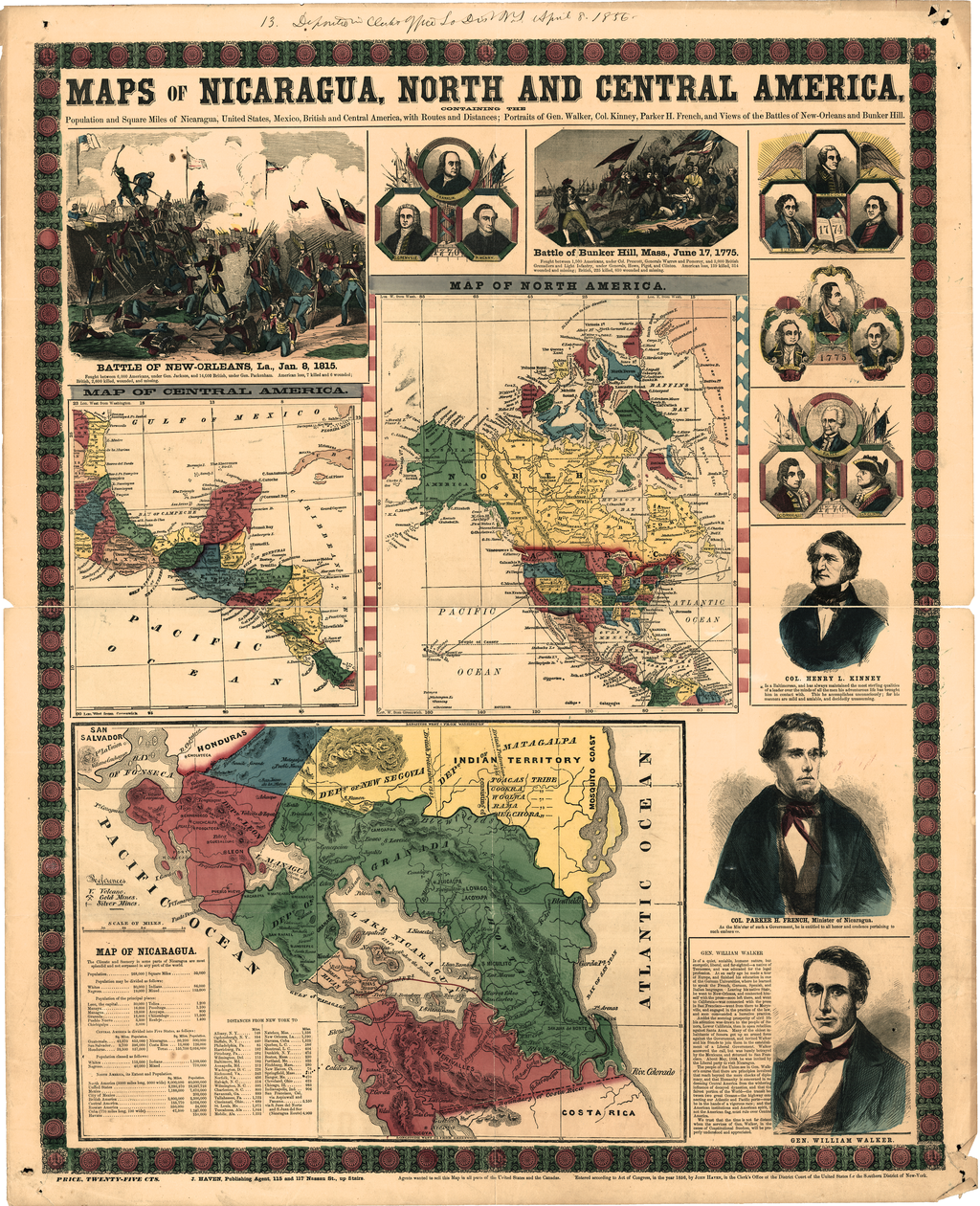
Mapa que representa a William Walker, uno de los colonizadores independientes llamados "filibusteros"que buscaban capturar tierras centroamericanas o caribeñas para expandir los territorio de los Estados Unidos donde la esclavitud era legal (ver también Narciso López); las fallidas invasiones filibusteras de Nicaragua y Cuba, que ocurrieron en la década de 1850, fueron financiadas por dueños y traficantes de esclavos en el sur de Estados Unidos

A mediados del siglo XIX, la política exterior de los Estados Unidos se encontraba marcada por un claro interés expansionista. En 1845, al inicio del gobierno de James K. Polk, los Estados Unidos tienen un territorio de aproximadamente cuatro y medio millones de kilómetros cuadrados. Al final del cuatrienio, esa superficie se vería duplicada. A la anexión de Texas en 1845, se suma la compra de Oregón en 1846 y, tras fracasar el intento de comprar California a México, se le hace la guerra y finalmente se firma un tratado en 1848 en el cual México cede el 40 % de su territorio a los Estados Unidos a cambio de $15 millones de dólares. Además, está la intención de comprar Cuba a España a cambio de 100 millones de dólares y, finalmente, el interés de controlar la ruta interocéanica fluvial y lacustre lindante entre Costa Rica y Nicaragua, a través del río San Juan y el lago de Nicaragua, y que Estados Unidos disputa con Gran Bretaña.
Es precisamente la guerra entre México y Estados Unidos la que engendra el filibusterismo, activo en la región entre 1848 y 1860. Con el término filibusterismo se define a los aventureros, mayormente estadounidenses pero también de otras nacionalidades, que a mediados del siglo XIX organizaron invasiones militares irregulares desde Estados Unidos contra países hispanoamericanos, aunque la palabra filibustero fue utilizada originalmente para definir a los piratas y bucaneros que asolaron el mar Caribe durante el siglo XVII. Se considera al filibusterismo un derivado de la doctrina Monroe. Dicha doctrina establecía la intervención directa y armada de los Estados Unidos en cualquier conflicto en América en la que los europeos intervinieran, concibiéndose originalmente como una oposición al colonialismo, aunque en la práctica se ha interpretado como la intención de consolidar la hegemonía estadounidense sobre el continente americano. Basado en la doctrina Monroe, surge en Estados Unidos, dentro del Partido Demócrata, un movimiento expansionista llamado Young America, llamado así por un ensayo del mismo nombre, obra del filósofo Ralph Waldo Emerson, quien plantea que si el gobierno no actúa - con respecto al tema de la continua expansión,- los Estados Unidos debe apoyarse en «la creciente disposición de aventureros particulares para cumplir sus funciones desatendidas». Se considera al movimiento Young America como uno de los progenitores intelectuales del filibusterismo. Es en 1845, en Nueva York, en una publicación de la revista United States Magazine and Democratic Review, que el periodista John L. O'Sullivan menciona que «es nuestro destino manifiesto esparcirnos por todo el continente que nos deparó la Providencia para que en libertad crezcan y se multipliquen anualmente millones y millones de norteamericanos. Este país se anexará y conquistará todas las tierras. Es su destino manifiesto».

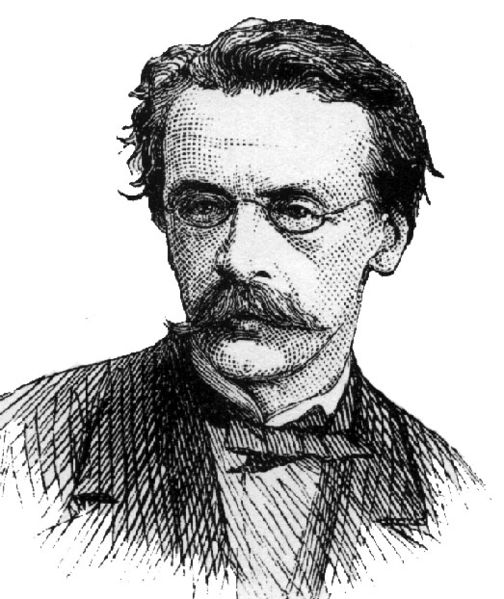
John L. O'Sullivan, ideólogo del destino manifiesto.

Se ha planteado que el filibusterismo fue utilizado como una estrategia política subversiva, no reconocida oficialmente, por parte de los Estados Unidos para desestabilizar a los estados de Centroamérica, con el objetivo de anexarlos. Son varias las expediciones de los filibusteros a lo largo del istmo centroamericano: en Cuba, al mando del filibustero venezolano Narciso López en dos ocasiones (ejecutado en la última), y luego bajo John A.Quitman; de San Francisco, cuarenta filibusteros zarparon a Panamá para apoyar la intentona del expresidente Juan José Flores de recuperar el poder por la fuerza; tres expediciones salen de California hacia el Pacífico mexicano: la del marqués Charles de Pindray, la de William Walker, y la del conde Gaston de Raousset-Boulbon; desde Texas se organizan numerosas incursiones de filibusteros al norte de México; Henry A. Crabb invade Sonora con 68 filibusteros, expedición que termina en desastre con la muerte de todos los aventureros; entre 1854 y 1855, Henry L. Kinney, con el apoyo velado del presidente estadounidense Franklin Pierce, intenta establecer una colonia en la costa atlántica de Nicaragua, en el Reino de la Mosquitia, algo que el diario New York Herald denuncia como un intento de establecer la esclavitud en Centroamérica y colonizar la región; se informa de acciones filibusteras en la Amazonia, Hawái, Irlanda, Santo Domingo, Venezuela y Yucatán. Se ha calculado, como mínimo, al menos la participación de 5000 hombres en expediciones filibusteras durante este turbulento periodo.
Para entender este comportamiento, es preciso aclarar que los Estados Unidos se encuentra, en este periodo histórico, en medio de una fase controversial de su conformación como nación, debido principalmente al tema de la esclavitud. El concepto mismo del destino manifiesto tuvo varias interpretaciones entre los actores estadounidenses de la época: para los estados del Norte, de economía industrial sostenida por inmigrantes europeos asalariados, irlandeses en su mayoría, la extensión territorial iba de la mano con la expansión de su concepto de civilización, lo que a su vez permitiría fortalecer sus intereses comerciales. Para los estados del Sur, cuya economía era agrícola, significaba la expansión de la esclavitud, su principal fuente de riqueza económica. Por un lado, los estados del Sur promueven el expansionismo en su afán de anexar nuevos territorios de donde obtener mano de obra esclava, o bien, crear estados esclavistas afines que les permitan competir con los estados norteños, mientras que estos últimos buscan contener el esclavismo por medio de un parapeto de territorios libres, para finalmente lograr la extinción de la esclavitud. Esta tensa situación reorientará los esfuerzos expansionistas de los esclavistas hacia el sur del río Bravo, a México, Centroamérica y el Caribe. Finalmente, ambas visiones se confrontarán directamente en la Guerra de Secesión, entre 1861 y 1865.

##### El Manifiesto de Ostende y la Federación Caribe
Durante la década de 1850, en medio de los graves problemas de política interna que vivían los Estados Unidos por las disputas entre los esclavistas del Sur y los abolicionistas del Norte, varios senadores liderados por el senador demócrata por Luisiana, Pierre Soulé (uno de los ideólogos del destino manifiesto junto a John L. O'Sullivan), se reunieron en la ciudad belga de Ostende con los embajadores de Estados Unidos en Inglaterra, Francia y España, para proponer la compra de Cuba a España, con el secreto objetivo de implantar la esclavitud en la cuenca del Caribe, como una medida para contrarrestar la fuerza que los estados del Norte ganaban en el gobierno estadounidense. Si este último país no aceptaba la compra, la isla sería tomada por la fuerza. Este acuerdo, conocido como el manifiesto de Ostende, fue descubierto y hecho público por diplomáticos británicos, lo que produjo un escándalo en Washington, pues las potencias europeas de la Santa Alianza acordaron unirse para apoyar a España en caso de una invasión a la isla. Además, los representantes diplomáticos de Centroamérica en Estados Unidos, incluido el embajador de Costa Rica, el diplomático guatemalteco Luis Molina Bedoya, enviaron una nota de protesta al Secretario de Estado, Daniel Webster, quien negó la existencia del Manifiesto de Ostende.
Tras la firma del Tratado Clayton-Bulwer, que impedía las actividades militares oficiales de los Estados Unidos en la región del Caribe, Soulé se entrevistó con un sureño que había estado de paso por Nicaragua, llamado Byron Cole, quien era asesor del líder liberal nicaragüense Francisco Castellón, para ese momento nombrado Supremo Director de Estado del gobierno provisorio de León en agosto de 1854. Cole había propuesto a Castellón reclutar tropas mercenarias estadounidenses que le llevaran a vencer en la desgastante guerra civil en Nicaragua, que entraba ya en su segundo año. Luego de la entrevista con Cole, Soulé concibió e impulsó un nuevo proyecto denominado "Federación Caribe", mediante el cual se proponía que los Estados Unidos tomara posesión de la cuenca del Caribe usando a Nicaragua como base, utilizando para ello a organizaciones militares privadas. Parte del plan incluía el establecimiento de un gobierno de origen anglosajón que sirviera como intermediario para realizar tratados de comercio y cooperación con los Estados Unidos, convirtiendo a la región en un bloque político afín a los Estados Confederados del Sur. El proyecto de Soulé fue apoyado por los líderes sureños y también por el presidente estadounidense Franklin Pierce, quien había sido general de brigada en la guerra contra México, había sido promotor del manifiesto de Ostende y era favorable al esclavismo. No obstante, para llevar a cabo su proyecto, Soulé necesitaba reclutar a un mercenario que lo llevara a cabo.

### William Walker en Nicaragua

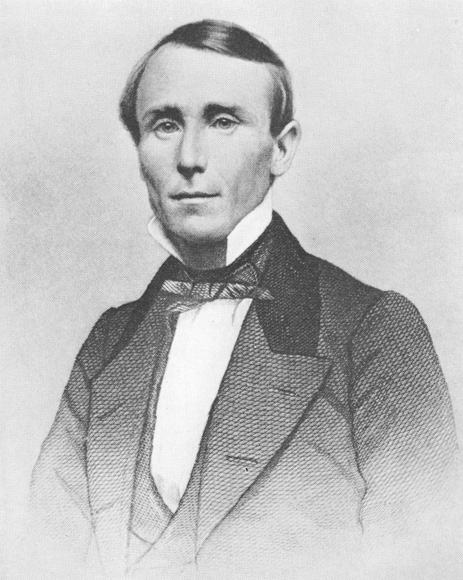
William Walker.

William Walker fue un médico, abogado, periodista y político estadounidense, oriundo de Nashville, Tennessee. Ha pasado a la historia como el más reconocido de los filibusteros del siglo XIX. Sobre su presencia en Centroamérica se han expuesto muchas teorías. Se afirma que desde un inicio su interés era convertir a Centroamérica en una república esclavista, tomándose en cuenta su participación en algunos eventos ocurridos en México, lo cierto es que, en lo inmediato, su proyecto consistía en dominar el sur nicaragüense y el norte de Costa Rica. Este territorio se consideraba estratégico en la construcción de un canal interoceánico con base en el río San Juan y el lago de Nicaragua, vislumbrándose como una mejor opción que la ruta por el istmo de Panamá. En tales circunstancias, el interés de Walker por consolidar su presencia en el sur de Nicaragua y el norte de Costa Rica se explica porque tal dominio le garantizaría una posición estratégica en cualquier negociación para la construcción del canal.
Por medio de una noticia de periódico, Pierre Soulé se enteró del fracaso que William Walker había tenido en México (véase República de Baja California y República de Sonora). Fue así como William Walker fue contactado por Cole, quien había sido enviado por Soulé para informarle de la oferta mercenaria promovida por la Federación Caribe, a llevar a cabo en Nicaragua. La guerra entre el gobierno legitimista (conservador) de Granada y los rebeldes democráticos (liberales) de León tenía al país dividido, exhausto, arruinado e indefenso, vulnerable a caer presa de cualquier banda de merodeadores extranjeros. Gracias a la información suministrada por Cole, Walker sabía que el ejército liberal estaba de espaldas a la pared, que el Comandante en Jefe del ejército (Máximo Jerez Tellería) había caído en desgracia y que los partidarios de Castellón desconfiaban de él, situaciones que hacían, a sus ojos, a Nicaragua una presa fácil.
Con la muerte del general Fruto Chamorro Pérez en Granada, en plena guerra civil, el 12 de marzo de 1855, y firmado el contrato entre Cole y Castellón el 11 de octubre de 1854, Walker zarpó de San Francisco hacia Nicaragua a bordo del velero Vesta, de su propiedad, el 4 de mayo de 1855, al mando de cincuenta y siete expedicionarios, conocidos como Los Inmortales. Estos eran una partida que incluía a distinguidos militares, vagabundos y antiguos camaradas de la aventura en Sonora. Los que pudieron hacerlo, pagaron $40 por el pasaje. Para enrolarse en la expedición cada uno tuvo que presentar prueba satisfactoria de servicio militar previo o tener fama de valiente. El 16 de junio de 1855, Walker y Los Inmortales desembarcaron en el puerto nicaragüense de El Realejo y se incorporaron al ejército liberal. A pesar de esto, se rehusaron a recibir órdenes de los mandos nicaragüenses, por lo que Walker fue ascendido inmediatamente a Coronel para formar su propia división, la llamada Falange Americana. El gobierno de Castellón, radicado en León, le otorgó a Walker y sus hombres la ciudadanía nicaragüense, autorizándole, además, la inmediata contratación de 300 nuevos reclutas estadounidenses por 100 dólares mensuales y 500 acres (200 hectáreas) de tierras al terminar la campaña. Además, autorizó a Walker a arreglar las cuentas pendientes de Vanderbilt con Nicaragua, que en la práctica significó la expropiación de la vía del Tránsito y la anulación de la concesión otorgada a Vanderbilt para la explotación de la ruta.
La Falange Americana combatió al lado de los demócratas en varias batallas contra los legitimistas, incluida la primera Batalla de Rivas el 29 de junio, donde destacó el heroísmo del maestro de escuela nicaragüense Enmanuel Mongalo y Rubio. En Rivas, los filibusteros fueron derrotados, tras lo cual capturaron la goleta costarricense "San José" (rebautizada como "Granada"), la cual utilizaron para dirigirse de nuevo a El Realejo. Tras la victoria del ejército liberal sobre los legitimistas en la Batalla del Sauce, el 18 de agosto Walker ordenó en secreto el asesinato del general democrático victorioso en dicha batalla, José Trinidad Muñoz. A pesar de que compartían el mismo bando, a Muñoz le disgustaba la presencia de Walker en Nicaragua, y Walker le había dejado claro a Castellón que no pelearía bajo las órdenes de Muñoz. Con la muerte de Muñoz, Walker lograba quitar un obstáculo que le impedía llevar a cabo sus planes.

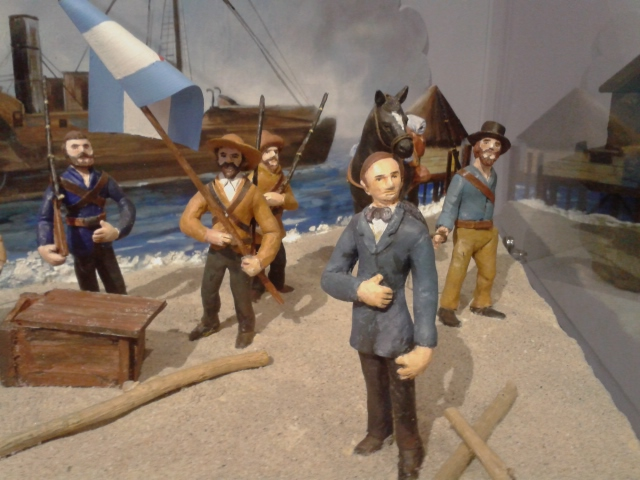
William Walker desembarca en El Realejo. Diorama del Museo Histórico Cultural Juan Santamaría.

Las fuerzas de William Walker comenzaron a fortalecerse una vez que este comenzó a recibir refuerzos a través de la Compañía Accesoria del Tránsito, la cual era controlada desde 1853 por dos inversionistas exsocios de Cornelius Vanderbilt, Charles Morgan y Cornelius Garrison, quienes en 1855 se asociaron con Walker. Por esta vía, Walker recibía cargamentos de armamento provenientes desde Estados Unidos, a la vez que ingresaban nuevos reclutas para las huestes filibusteras, contratados en Nueva York y los estados sureños. El 30 de agosto, la falange filibustera tomó San Juan del Sur, sitio clave de la vía del Tránsito, y el 3 de septiembre, derrotó a los legitimistas en La Virgen, tras lo cual la ciudad de Granada, capital conservadora, cayó el 13 de octubre. El 21 de octubre, el ejército democrático fue derrotado en Managua. Al día siguiente, en Granada, Walker ordenó el fusilamiento de Mateo Mayorga, miembro del gabinete legitimista, en venganza por un ataque de los legitimistas a un barco estadounidense que cruzaba la vía del Tránsito, hecho en el que murieron algunos civiles estadounidenses. El 23, para evitar más derramamiento de sangre, los legitimistas se vieron obligados a firmar un tratado de paz impuesto por Walker, que firmó Ponciano Corral, general del ejército conservador. El 30 de octubre, se llegó a un acuerdo en el cual Patricio Rivas fue nombrado Presidente provisorio de Nicaragua, con Corral como Ministro de Guerra y Walker como Comandante de las Armas. La intención de Walker era formar un gobierno títere controlado por él y apoyado por un ejército conformado por estadounidenses y europeos, en el cual los nicaragüenses ocupaban los puestos menos relevantes. El 8 de noviembre, Walker acusó a Corral de traición y ordenó su fusilamiento, al interceptar unas cartas que Corral enviaba solicitando la ayuda de Guatemala y Honduras, al percatarse que Nicaragua caía en manos de Walker. Al tratarse de un héroe local, esto causó desazón en la población, razón por la cual se comenzó a consolidar una resistencia entre los nicaragüenses, conformada por los granadinos y disidentes liberales que se oponían a Walker. Dos días después, el embajador de Estados Unidos en Nicaragua, John H. Wheeler, reconoció al gobierno de Rivas como legítimo, pero más tarde el gobierno federal de Estados Unidos desautorizó ese reconocimiento. El 23 de noviembre, Patricio Rivas, bajo presión de Walker, emitió un decreto de colonización para atraer más filibusteros y colonos estadounidenses a Nicaragua.

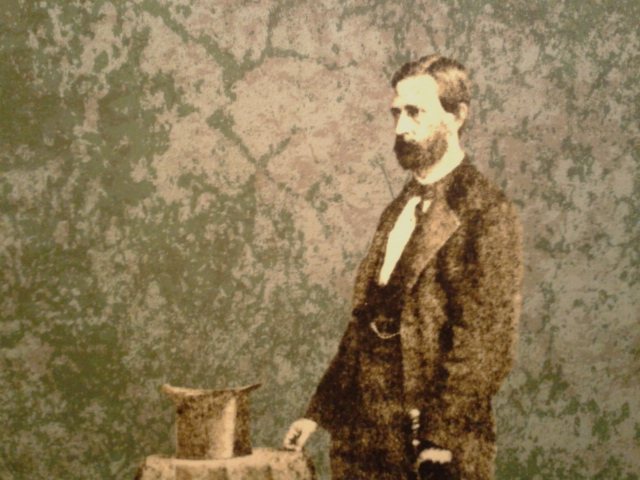
Luis Molina Bedoya, embajador costarricense en Washington durante la Campaña Nacional.

Las actividades filibusteras en Nicaragua eran ilegales a los ojos de la administración federal estadounidense, aunque eran apoyadas solapadamente sobre todo entre los representantes sureños. Aunque Walker ganaba apoyo de los liberales nicaragüenses y de los esclavistas de Estados Unidos, que veían la oportunidad de anexionar Centroamérica, también ganaba cierta aversión en la región centroamericana e incluso del Reino Unido que no admitía su presencia en el territorio. En lo que se refiere al ámbito diplomático, las acciones de Walker fueron condenadas por las embajadas de Inglaterra, Francia, Guatemala, Honduras y Costa Rica en Washington D.C. En julio de 1855, las secuelas de las acciones en William Walker en Nicaragua comienzan a sentirse en Costa Rica, con el reporte de penetraciones armadas provenientes de aquel país, el aumento del número de refugiados y desplazados que buscan asilo y la llegada de políticos adversarios perseguidos. El gobierno costarricense establece un cordón sanitario en Guanacaste, intentando frenar el contagio de la violencia y la penetración del cólera asiático. En noviembre de 1855, el embajador de Costa Rica en los Estados Unidos, Luis Molina Bedoya, quien mantenía informado al presidente Mora de los acontecimientos que se desarrollaban en la capital estadounidense en torno al conflicto, le aconsejó prepararse pues Walker planeaba tomar militarmente Costa Rica.
Una vez afianzado en el poder, Walker inició una ofensiva diplomática destinada a obtener el reconocimiento de los vecinos estados centroamericanos, a los que propuso reactivar el fracasado proyecto reunificador de la República Federal, pero esta vez bajo el control de los Estados Unidos, con el secreto objetivo de asegurarse el tiempo suficiente para pacificar Nicaragua y asumir la construcción del canal interoceánico en la ruta del San Juan, lo que implicaría la firma de un tratado con los Estados Unidos para la construcción de la obra, dejando fuera de la misma a los británicos. La propuesta de reunificación, sin embargo, no recaló en los gobiernos centroamericanos, que se mantuvieron a la expectativa, reacios a reconocer al gobierno de Walker, mientras que Costa Rica adoptaba una posición de abierto rechazo a la presencia filibustera en Centroamérica, ya que el proyecto de Walker implicaba una seria amenaza a la integridad territorial del país, pues este reclamaba, bajo los intereses de los estados esclavistas del Sur estadounidense, el río San Juan en su totalidad, la provincia de Guanacaste y las llanuras del río Sarapiquí. Ante la posición costarricense, Walker decidió pasar a la acción armada, desplazando en marzo de 1856 un batallón de filibusteros hacia la frontera con Costa Rica, con la intención de invadir Guanacaste y las llanuras del norte de Costa Rica.

## Bandos

### Ejército de Costa Rica

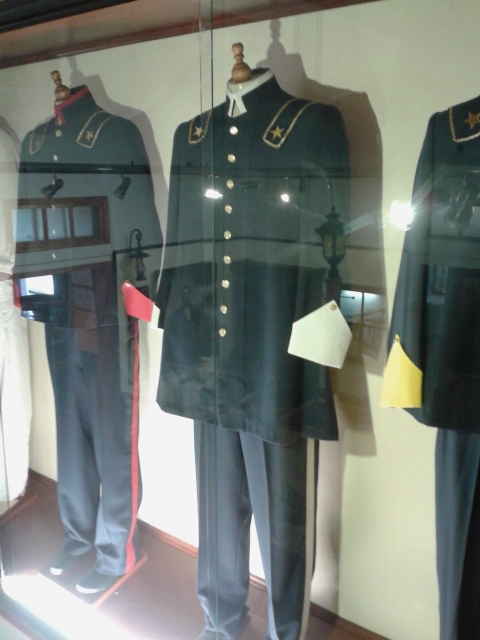
Uniformes de la oficialía del ejército de Costa Rica utilizados durante la Campaña Nacional 1856-1857. Museo Histórico Cultural Juan Santamaría.

Costa Rica se independiza de España en 1821 junto a Centroamérica, y formalmente deja de ser un Estado soberano dentro de la República Federal de Centroamérica, para convertirse en República de Costa Rica, el 31 de agosto de 1848 bajo el mandato del Presidente Castro Madriz.
Para la década de 1850, era un país poblado principalmente por familias campesinas que residían, en su mayoría, en el Valle Central, y que se dedicaban a la producción agrícola y algunas pocas al comercio y exportación; fundamentalmente al cultivo del café, motor de desarrollo del país por su exportación a Inglaterra. 
En los primeros años de vida independiente hubo conflictos civiles como el de 1823 entre los partidarios de la anexión al Imperio Mexicano de Iturbide en Cartago (y luego Heredia) y las tropas republicanas de Alajuela y San José, que salieron victoriosas; pasando San José a ser la nueva capital del Estado.
Así, aunque se sucedieron diversos golpes para derrocar al gobernante de turno, el medio sociopolítico en que vivía la población era relativamente pacífico. Destacando el derrocamiento y fusilamiento del líder centroamericano liberal Francisco Morazán en 1842 (quien a u vez había derrocado y exiliado al jefe de Estado, el costarricense Braulio Carrillo), y sepultando junto a él, el ideal liberal de una República Federal Centroamericana.
Respecto a Costa Rica que era entonces un Estado libre dentro de la República Federal de Centroamérica (1824), tenemos desde 1820 a 1830 venía gestándose la conformación de un ejército nacional, regido por los viejos códigos militares coloniales españoles. Este ejército estaba compuesto por un batallón de infantería y un cuerpo de caballería, que eran comandados por oficiales que incluían dos sargentos, un teniente, un capitán de infantería, un capitán de caballería, un sargento mayor y un coronel.
En lo que se refiere a la infantería, un reducido número de sus componentes eran soldados rasos con formación militar, a los que se les conocía como veteranos, mientras que la gran mayoría era cuerpos de reservistas voluntarios o milicianos, que interrumpían ocasionalmente su vida civil para recibir instrucción militar y educación en el manejo de armas, con el compromiso de acudir en la defensa del territorio nacional cuando se les convocara.
Este tipo de organización fue reestructurada entre 1824 y 1838 por órdenes emanadas de las autoridades a cargo de la República Federal de Centroamérica, incrementando el número de la soldadesca de 135 hombres en 1826 a 2000 en 1832. Este número de efectivos continuó creciendo posterior a la caída de Francisco Morazán en 1842, y a la declaración de la República (independiente de Centroamérica) en 1848, de modo que para el año 1850 el ejército nacional contaba con 5000 hombres.
Estas medidas fueron aplicadas con el propósito de crear condiciones para mantener el orden, debido a que la falta de disciplina de las tropas y de orden entre las oficialías había transformado al ejército en un instrumento de las facciones que promovían divisiones y conflictos regionales, basados en localismos.
Con el ascenso del presidente Juan Rafael Mora, -quien era hermano del breve expresidente Miguel Mora, y había sido Vicepresidente de Castro Madriz y que ya había enfrentado antes, una grave tentativa de Golpe de Estado- este decide reorganizar el ejército. Como consecuencia, el General José Manuel Quirós y Blanco, se había opuesto a la creación de un segundo cuartel en San José que debilitaría su hegemonía militar, e intentó dar un golpe de Estado a Juan Rafael Mora en 1850, como ya antes lo había hecho con éxito en 1838 a Manuel Aguilar (junto a Braulio Carrillo), o a Castro Madriz en 1849. Esta vez el general Quirós fue derrotado por el presidente Mora, exiliándose brevemente, para luego curiosamente, incorporarse dentro del Estado Mayor de Mora en la Campaña de 1856, donde alcanzó su muerte heroicamente en abril de 1856.
Las medidas preventivas aplicadas por Juan Rafael Mora iban destinadas a poner al Ejército bajo la autoridad civil del Ejecutivo y así fortalecerlo. Sin embargo, también se ha argumentado que Mora tenía la percepción de que el país podría entrar en conflicto bélico con la vecina Nicaragua en cualquier momento, debido a las diferencias limítrofes entre ambos países producidas desde la anexión del Partido de Nicoya en 1824, pero incrementada especialmente a partir de 1840 por la influencia ejercida por los intereses estadounidenses.
También, la presencia de Henry L. Kinney en la Mosquitia desde 1854 fue interpretada como una amenaza a la integridad territorial del país, que se verá confirmada un año más tarde por el desembarco de William Walker en El Realejo. Finalmente, es muy posible que el fortalecimiento del aparato militar costarricense en esta década esté también influenciado por el interés de los británicos (principales clientes del café costarricense y a la vez, proveedores del nuevo armamento nacional), de organizar una fuerza que pueda contrarrestar las intenciones subrepticias estadounidenses de dominar la ruta del río San Juan.

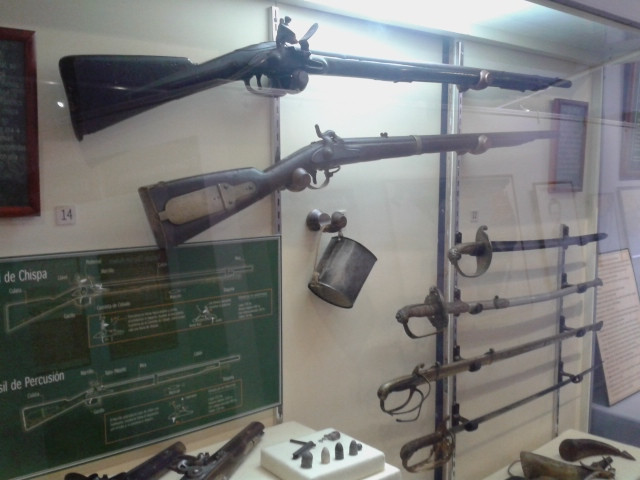
Armamento utilizado por el ejército de Costa Rica durante la Campaña Nacional 1856-1857. Museo Histórico Cultural Juan Santamaría.

En el proceso de reestructuración del ejército, la primera medida del presidente Mora fue establecer un segundo cuartel en San José, en abril de 1850, para de este modo debilitar la fuerza del comandante del ejército al evitar la concentración de toda la fuerza armada en manos de un solo hombre. Ante esto, el comandante de San José, José Manuel Quirós y Blanco, se sublevó a principios de junio, pero la rebelión fue contenida y Quirós exiliado, con lo que el presidente logró consolidar su autoridad sobre los cuarteles al colocar a la cabeza del ejército a hombres de su confianza, como su cuñado el general José María Cañas y luego su hermano José Joaquín Mora Porras, quien inició la modernización del ejército.

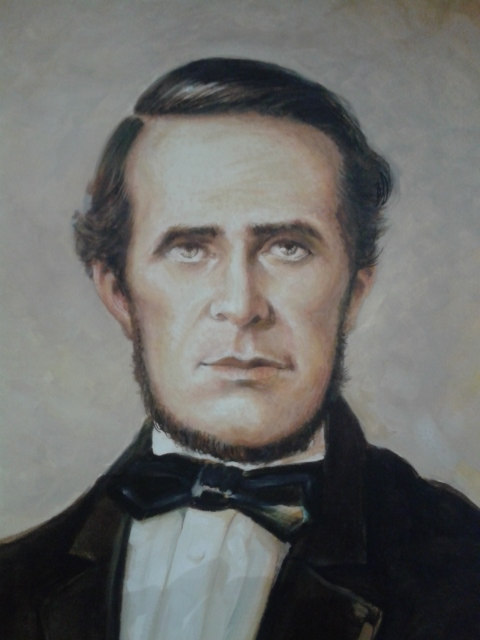
José Joaquín Mora Porras, hermano del presidente Mora, comandante en jefe del Ejército de Costa Rica y más tarde, comandante supremo de los ejércitos centroamericanos durante la Campaña Nacional.

En 1851, se adquiere un nuevo armamento en el Reino Unido: en Londres, el cónsul de Costa Rica Edward Wallenstein compra en Birmingham 1000 llaves de fusil y dos cajones con rifles Minié con bayoneta, que envía por barco a Puntarenas. En 1852, se nombró al coronel polaco Fernando von Salisch como jefe instructor del ejército, con la misión de profesionalizar las fuerzas armadas y entrenarlas en el tiro con puntería a diferentes distancias. Además, ingenieros prusianos residentes en el país, el coronel Alexander von Bullow y los capitanes Franz Blotemberg y Paul Stupinagel, impartían regularmente sus conocimientos sobre estrategia militar, reemplazando los códigos militares coloniales españoles por la disciplina militar inglesa y las tácticas militares napoleónicas, convirtiendo de este modo a un grupo de campesinos descalzos con muy poca noción de la disciplina marcial, en un cuerpo armado profesional.
Para 1854, las tropas llegan a 6500 efectivos y se decide aumentarlas a 9000. Ese mismo año el cónsul Wallenstein compra en Inglaterra 200 fusiles, 20 000 tiros, dos baterías de montaña, cuatro baterías de campo de ocho libras y 300 barriles de pólvora. En 1855, llegan a Puntarenas en el bergantín Esperanza y la barca América, propiedad del comerciante inglés William Le Lacheur (quien se encarga de la exportación del café costarricense al Reino Unido), 500 rifles Minié, tres baterías de cañones de campaña de tres piezas de bronce cada una y dos de fortificación, todas con su correspondiente parque e idénticas a las utilizadas por el ejército inglés en la Guerra de Crimea. En febrero, arribó al país el coronel Pierre Barillier, experto militar en calidad de asesor táctico, enviado por el emperador francés Napoleón III, gracias a las gestiones realizadas en París por el secretario adjunto del presidente Mora, Adolphe Marie, y el embajador Gabriel-Pierre Lafond de Lurcy. El Segundo Imperio francés envió, además, un cargamento de armas y pertrechos de guerra, traído por Marie y Barillier, que se integraron al Ejército Expedicionario de camino a Rivas.
Para comienzos de 1856, el ejército de Costa Rica se elevaba a 7000 hombres aproximadamente, entre veteranos y milicianos. El 27 de febrero, y ante la inminencia de la invasión filibustera en Guanacaste, el presidente Mora ordenó al cónsul Wallenstein la compra de otros 2000 fusiles, parar cerrar toda la compra en Europa en 2440 libras esterlinas (el 25 % del presupuesto de la República), y decreta elevar el número de tropas a 9000, el 9 % de la población de aquella época (100 000 hab.), apelando para ello a dos justificaciones:
- que la presencia de Walker en Nicaragua era una amenaza para la integridad territorial nacional,
- que debían incorporarse en el ejército 1000 milicianos de Alajuela y 1000 de Heredia, ya que el ejército estaba compuesto solamente por hombres de San José, Cartago (las dos provincias más pobladas del país),[25] y Moracia (Guanacaste, colindante con Nicaragua), situación que se venía dando desde 1850.

De estos 9000 soldados, 4000 marcharían al frente de batalla en Guanacaste y Nicaragua en lo que Mora y su Estado Mayor denominaron como Ejército Expedicionario; 1500 quedarían acantonados para defender Puntarenas, el puerto más importante del país, la ciudad de Liberia, la más grande de Moracia, y el puesto fronterizo de Sapoá, para contener una eventual invasión filibustera. El Ejército Expedicionario tuvo una organización jerárquica, con el presidente Mora como su Capitán General y Comandante Supremo, unido a un Estado Mayor, seguido de un segundo cuerpo donde figuraba la oficialía, compuesta de generales de división, coroneles, mayores, capitanes, tenientes y subtenientes. El estrato inferior estaba compuesto por sargentos primeros y segundos, mientras que la base la componían los cabos y soldados rasos. El Ejército Expedicionario se encontraba dividido en tres grandes cuerpos: caballería, infantería y artillería, que marchaban al paso del toque de tambor de una banda militar. Cada soldado raso costarricense iba armado con un fusil con bayoneta, mientras que los oficiales de caballería llevaban sable y revólver. El ejército también contaba con un cuerpo de médicos, que estaba al mando de un Cirujano Mayor, puesto ocupado por el médico, cirujano y naturalista alemán, Dr. Karl Hoffman Brehner. Además, el ejército llevaba varios capellanes, uno de los cuales fue el presbítero Francisco Calvo, quien llevó un registro minucioso de los fallecidos durante la contienda. Cuando Juan Rafael Mora Porras declaró la guerra a los filibusteros, el 1 de marzo de 1856, a sus espaldas tenía un ejército bien preparado.

### Filibusteros

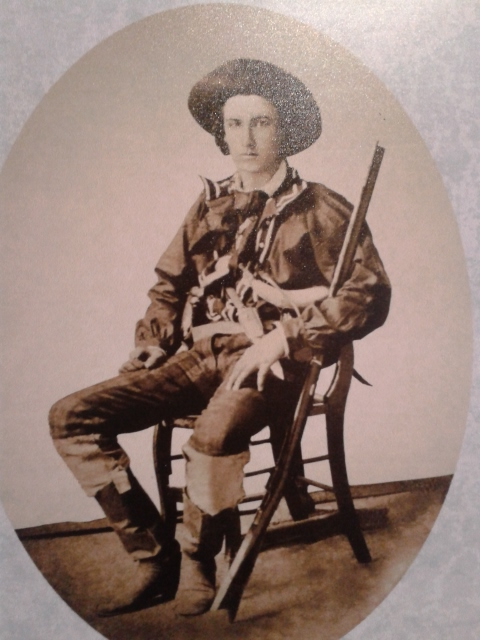
Fotografía de 1856 que retrata a un filibustero. Museo Histórico-Cultural Juan Santamaría, Alajuela, Costa Rica.

Con el nombre de filibusteros se denominó al grupo de seguidores, principalmente estadounidenses, pero también de otras nacionalidades, que conformaron el ejército de William Walker durante su campaña en Nicaragua. La mayoría de estos hombres habían viajado hacia ese país con la aparente intención de seguir su camino hacia California, pero muchos de ellos decidieron quedarse en aquel país. No se sabe en exactitud cuántos filibusteros había en Nicaragua al inicio de la Campaña Nacional, aunque el número más bajo que se ha calculado es de 2.000. El ayudante general P.R. Thompson reporta un número de 2843 hombres en las filas filibusteras, más los voluntarios y civiles locales que colaboraron con el ejército filibustero, alcanzando los 3500 hombres aproximadamente. Sin embargo, la compañía naviera que llevó a la mayoría de los filibusteros hacia Nicaragua reportó que había transportado a 12.000, pero no todos ellos se enlistaron en el ejército de Walker.
Clásicamente, se les ha dado un perfil de jóvenes aventureros militares interesados únicamente en el saqueo. Muchos de los soldados de Walker respondían a este perfil, especialmente los veteranos de la guerra entre México y Estados Unidos y a muchos fugitivos de la justicia estadounidense. Sin embargo, gran cantidad de ellos tenían otras expectativas al momento de su llegada al país centroamericano. Había algunos cuya motivación era religiosa, pues creían que debían llevar la evangelización a la población centroamericana,[cita requerida] mayormente católica. Entre este grupo había varios pastores y misioneros protestantes que realizaban actividades religiosas. De los nombres más conocidos, destaca el de Sarah Pellet, que también fue dirigente del movimiento por los derechos de la mujer en Estados Unidos.[cita requerida]
Había también un grupo que tenía motivos políticos. Estos provenían del sur de Estados Unidos y estaban interesados en defender la esclavitud, que era el principal motor económico de los Estados Sureños. También había en ellos varios liberales, que estaban en contra de la esclavitud, asociados a grupos progresistas del medio-oeste de los Estados Unidos, que pensaban que Walker era un revolucionario democrático liberal. Entre este grupo predominaban europeos, principalmente alemanes y franceses, que habían participado en las revoluciones liberales de sus países en 1848. Entre estos se hallaban también cincuenta cubanos exiliados en Nueva York luego del fracaso de la rebelión contra el régimen colonial español en Cuba en 1851. Estos cubanos se relacionaron con grupos liberales en Nueva York y posteriormente entraron en contacto con Walker. Tuvieron cargos importantes durante su gobierno, ya que sirvieron de intermediarios entre este y el pueblo nicaragüense gracias al idioma y a practicar la religión católica. Además, muchos de ellos creían, igual que algunos nicaragüenses, que la manera de alcanzar el desarrollo era la americanización de los países hispanoamericanos.
Finalmente, había un grupo que eran colonos atraídos con la esperanza de encontrar nuevas tierras, principalmente luego de que Walker promulgara en 1855 un decreto de colonización donde se otorgaban 250 acres de tierra pública a los inmigrantes y 100 más si traían a su familia con ellos. El decreto, publicitado por los periódicos estadounidenses, atrajo colonos provenientes del norte de Estados Unidos y de California. Muchos de estos colonos no tenían la intención de engrosar el ejército de Walker, sino que esperaban únicamente ocupar la tierra, sin embargo, algunos de ellos fueron obligados a enlistarse, como el caso de un ebanista neoyorquino de nombre Thomas Hupput.
Una vez en Nicaragua, los nuevos colonos se establecían en el sur del país, en la zona dominada por los hombres de Walker. La mayoría se asentó en Granada. El ejército de Walker vivía en los cuarteles de la plaza principal y en el convento al lado de la iglesia de San Francisco, mientras que los oficiales vivían en las casas y las haciendas abandonadas o confiscadas a la élite granadina durante la toma de la ciudad en octubre de 1856. Muchos de los colonos que no se enlistaron en el ejército de Walker convirtieron estas casas en pequeños negocios, mientras que otros probaron suerte en la búsqueda de oro en las minas de Chontales. Los filibusteros que no vivía en Granada, habitaron en otras ciudades como Masaya, Rivas, Managua, San Carlos, León y Matagalpa. Estos establecieron negocios, hoteles, tiendas, restaurantes y consultorios médicos en las ciudades de la ruta del tránsito, mientras que otros adquirieron haciendas en la región de Nandaime y la ruta del San Juan.

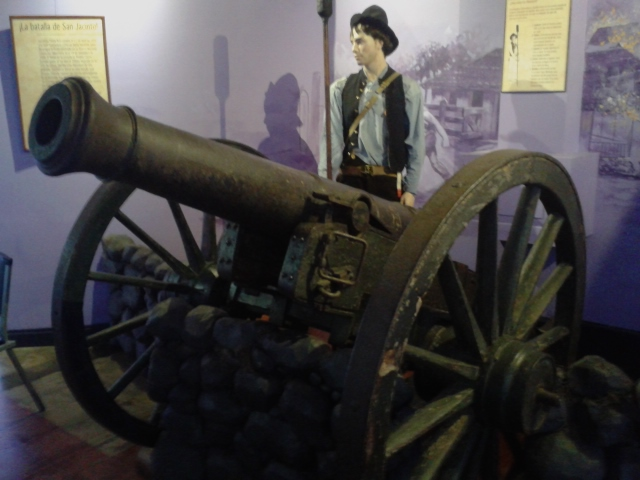
Diorama en el Museo Histórico Cultural Juan Santamaría, Alajuela, Costa Rica.

Durante la ocupación de Nicaragua, el régimen filibustero logró mantener algunas instituciones estatales, en las cuales los funcionarios eran tanto extranjeros como nicaragüenses. La élite granadina, especialmente, tuvo muchas relaciones con los filibusteros en el ámbito social y económico, en reuniones, bailes y banquetes promovidos por los dueños y empresarios hoteleros y hacendados europeos y estadounidenses. El Young American Pioneer Club of Nicaragua, un club social fundado por estadounidenses, fue un importante lugar de convivencia social entre ambas partes. También, algún sector de la élite granadina estableció lazos matrimoniales con los filibusteros, aunque parece ser que la alta sociedad nicaragüense rechazaba estos enlaces. Entre el sector popular también hubo mucho contacto con los filibusteros, ya que estos se encontraban en el mercado de Granada, donde gran cantidad de campesinos e indígenas de Masaya acudían a venderles sus productos a los extranjeros. Otro sitio de encuentro eran los negocios establecidos por los norteamericanos, que incluían ferreterías, peluquerías, tiendas de ropa, sastrerías, consultorios médicos y de dentistas, boticas, restaurantes, y una escuela de idiomas dirigida por un cubano que ofrecía clases de inglés, castellano y francés. También había socialización entre ambas partes durante las festividades populares, las celebraciones religiosas y las actividades culturales como obras teatrales, conciertos musicales y la celebración del Día de la Independencia de Estados Unidos el 4 de julio.
No obstante todo esto, también hubo actos de violencia de algunos filibusteros hacia la población nicaragüense, cuyo temor hacia los filibusteros fue creciendo. La relación entre ambos grupos comenzó a deteriorarse con el estallido de la guerra centroamericana contra Walker. El régimen del estadounidense comenzó a volverse más autoritario y violento, en especial cuando comenzaron las proclamas a favor de la esclavitud. La mayoría de los nicaragüenses cambió su actitud hacia los ocupantes, volviéndose más hostiles hacia ellos. Otros estragos como la destrucción de Granada, el saqueo de las haciendas y la muerte de miles de centroamericanos fueron importantes motivos que propiciaron este cambio.

## Primera fase de la Campaña Nacional
Compatriotas:
¡A las armas! Ha llegado el momento que os anuncié. Marchemos a Nicaragua a destruir esa Falange impía que la ha reducido a la más oprobiosa esclavitud. Marchemos a combatir por la libertad de nuestros hermanos.
Ellos os llaman, ellos os esperan para alzarse contra sus tiranos. Su causa es nuestra causa. Los que hoy los vilipendian, roban y asesinan, nos desafían audazmente e intentan arrojar sobre nosotros las mismas ensangrentadas cadenas. Corramos a romper las de nuestros hermanos y a exterminar hasta el último de sus verdugos.
No vamos a lidiar por un pedazo de tierra: no por adquirir efímeros poderes; no por alcanzar misérrimas conquistas, ni mucho menos por sacrílegos partidos. No, vamos a luchar por redimir a nuestros hermanos de la más inicua tiranía: vamos a ayudarlos en la obra fecunda de su regeneración, vamos a decirles: Hermanos de Nicaragua, levantaos: aniquilad a vuestros opresores. Aquí venimos a pelear a vuestro lado por vuestra libertad, por vuestra patria. Unión, nicaragüenses, unión. Inmolad para siempre vuestros enconos; no más partidos, no más discordias fratricidas. Paz, justicia y libertad para todos. Guerra sólo a los filibusteros.
Segunda proclama de Juan Rafael Mora Porras. 28 de febrero de 1856.

Confirmada la intención de William Walker de invadir Costa Rica, según las noticias que desde Washington D.C reportaba el embajador Luis Molina al presidente Juan Rafael Mora, este convocó, el 25 de febrero de 1856, a una sesión extraordinaria del Congreso de la República, ante el cual expuso el peligro que significaba la amenaza filibustera para la integridad del país, por lo que solicitó la autorización de llevar la guerra a Nicaragua. Meses antes de la partida del Ejército Expedicionario de Costa Rica hacia Nicaragua, el presidente Mora había nombrado al general salvadoreño José María Cañas Escalante, cuñado suyo, como gobernador de la provincia de Moracia (actual Guanacaste), con el objetivo de que Cañas formase los regimientos de las tropas guanacastecas, acantonadas en Liberia, cabecera de la provincia, mientras en San José se reunían las tropas que marcharían al norte. El 26 de febrero, el gobierno de Costa Rica alertó a Cañas para que pusiera en máxima alerta al Batallón de Moracia, ante la inminente llegada de una tropa de invasores filibusteros provenientes de Nicaragua. Al día siguiente, el Congreso de la República autorizó omnímodamente a Mora para que, solo o en conjunto con el resto de las repúblicas centroamericanas, hiciera la guerra a los filibusteros, decretándose luego la elevación del ejército nacional a 9000 hombres y reclutando 2000 milicianos provenientes de Alajuela y Heredia. El 28 de febrero, Mora decretó no reconocer al gobierno provisorio de Patricio Rivas en Nicaragua, luego lanzó una proclama en la que llamaba a los costarricenses a las armas, declarando la guerra a los filibusteros, y llamando a los nicaragüenses a superar sus diferencias y unirse a la causa común: combatir a los invasores hasta arrojarlos de toda la América Central.

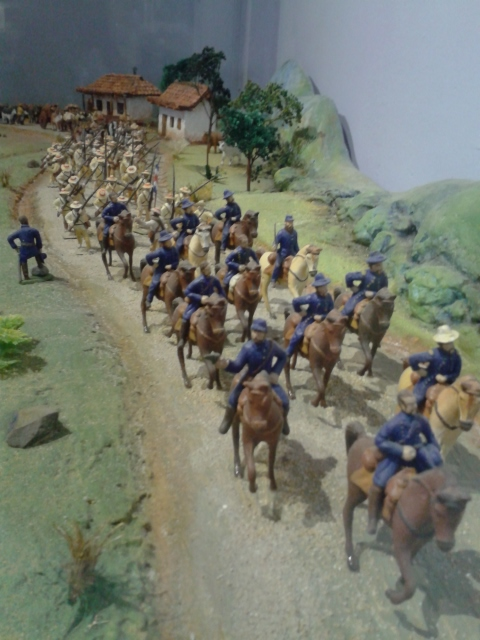
El Ejército Expedicionario de Costa Rica marcha al frente de batalla. Diorama del Museo Histórico Cultural Juan Santamaría, Alajuela, Costa Rica.

La declaración de la guerra (formalmente oficializada el 1 de marzo) terminó por abrir una importante brecha existente entre dos bandos de la oligarquía cafetalera, la élite que dominaba al país. Cuando Mora fue elegido presidente en 1853, su victoria había traído malestar entre sus opositores, dirigidos por la influyente y poderosa familia Montealegre. Esto generó problemas políticos, económicos e incluso personales entre los miembros de las familias dominantes del país. Mientras que los Tinoco, Iglesias y Aguilar se afiliaron al bando Montealegre, los Mora, Cañas, Oreamuno y Escalante decidieron apoyar al presidente. Los "moristas" respaldaban la guerra como la única alternativa para expulsar a los invasores norteamericanos de Centroamérica, pues creían que se tenía que ir un paso adelante que el enemigo, sin esperar a que este se fortaleciera y pudiera tomar el país, mientras que los opositores consideraban que Costa Rica no estaba preparada para llevar a cabo una campaña militar en el exterior, por lo que proponían que el país negociara con Nicaragua o se esperara a ser atacados y entonces defenderse, sopesando también el retraso que esto iba a producir en el cultivo y la recolección del café (al marchar la mayoría de la población económicamente activa al frente de batalla), y sintiéndose afectados directamente en el aspecto económico al decretar Mora un empréstito nacional de 100 000 pesos para sostener la campaña. La división interna se dio también entre los residentes extranjeros en el país, en especial entre la nutrida colonia alemana. Un grupo importante decidió apoyar incondicionalmente al presidente, entre los que figuraban miembros de las familias Rohrmoser, Lutschauning, Carmiol, Johanning, Pape, Luthmer, Pauly, así como los médicos Hoffman, Ellenbrock y Braun. Otro grupo, entre los que se mencionan nombres como Whilhem Marr, Fernando Streber y Fernando Schlesinger, se aliaron con los opositores. Uno solo de ellos, Bruno von Natzmer, decidió marcharse hacia Nicaragua a pelear a favor de William Walker. Finalmente, en lo que se refiere al pueblo costarricense, este apoyó incondicionalmente al presidente Mora, gracias a la labor de convencimiento efectuada por el obispo Anselmo Llorente y Lafuente, quien encomendó al clero en general a que, desde el púlpito, se alertara a la población sobre el peligro filibustero.
El 3 de marzo, las tropas provenientes de Cartago se reunieron con las tropas josefinas en la capital, marchando el Ejército Expedicionario al día siguiente hasta Río Grande de Atenas, con el presidente Mora asumiendo directamente el comando del ejército y marchando al frente del mismo, mientras que su vicepresidente, Francisco María Oreamuno, quedaba a cargo del gobierno. Unos días antes, la vanguardia del ejército, al mando del hermano del presidente, José Joaquín Mora, cruzó el golfo de Nicoya desde Puntarenas hasta el puerto de Las Piedras, en la desembocadura del río Tempisque, llegando a Bagaces el 11 de marzo, mismo día en que el gobierno nicaragüense presidido por Patricio Rivas declaró la guerra a Costa Rica. El 12 de marzo, mientras la vanguardia arribaba a Liberia, el presidente Mora, el Estado Mayor y el resto del Ejército Expedicionario llegaban a Puntarenas para encaminarse por tierra hasta esa ciudad. El 13 de marzo, William Walker despachó desde La Virgen a un batallón de 300 rifleros, a cargo del coronel húngaro Louis Schlessinger, con el objetivo de enfrentar a las tropas costarricenses en su territorio, lo más alejadamente posible de la vía del Tránsito, para evitar que ésta fuera cerrada y se quedara sin refuerzos, al mismo tiempo que reforzaba las guarniciones del Castillo Viejo y Hipp Point (La Trinidad), en el río San Juan. El 16 de marzo, los filibusteros bajo el mando de Schlessinger cruzaron el río La Flor, en ese momento límite natural entre los dos países, y el 19 de marzo llegaron por la noche a una hacienda ubicada en Santa Rosa, a 35 kilómetros de Liberia. Dos días antes, el 17 de marzo, el dueño de la hacienda Sapoá, ubicada en la frontera, alertó en Liberia sobre la presencia de los invasores en territorio nacional. Se dispuso entonces que el general José María Cañas se quedase en la ciudad para defenderla, mientras el coronel Lorenzo Salazar, con 500 hombres, marchaba al encuentro del enemigo. Las tropas de Salazar fueron reforzadas al día siguiente por 100 hombres al mando del general José Joaquín Mora, que además traían dos cañones de artillería. El 20 de marzo, se capturó a un explorador filibustero que trató de engañar a los costarricenses sobre la real ubicación de las tropas enemigas, pero el general Mora, desconfiando de él, mandó a explorar el camino contrario, encontrando huellas de botas que se dirigían hacia Santa Rosa.

### Batalla de Santa Rosa

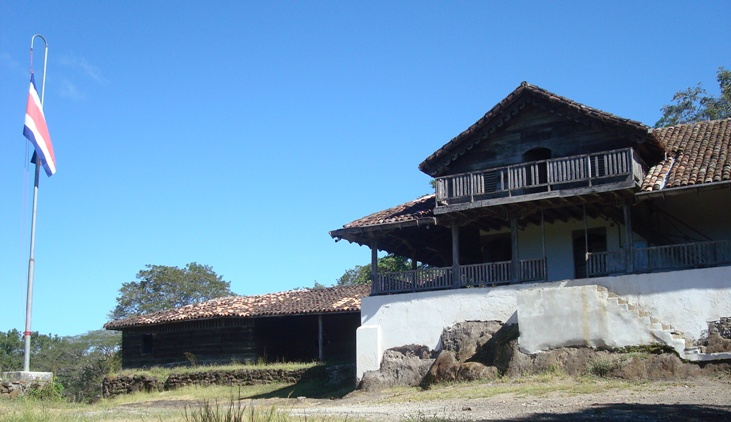
Casona de Santa Rosa, Guanacaste.

El 20 de marzo de 1856, la vanguardia del Ejército Expedicionario costarricense, conformada por 600 a 700 hombres al mando del general José Joaquín Mora Porras, hermano del presidente Mora, se apostó en los alrededores de la casona de Santa Rosa, a 35 kilómetros de Liberia (Guanacaste). En dicha casona, 300 filibusteros al mando del coronel Louis Schlessinger se habían parapetado desde la noche anterior. Algunas horas antes del inicio de la batalla, Mora había dividido a la tropa en cuatro columnas, que tomaron posiciones estratégicas, tres de ellas, al mando del coronel Lorenzo Salazar, avanzando de frente y por los flancos izquierdo y derecho de la casona, mientras una cuarta columna de 200 hombres, al mando del capitán José María Gutiérrez, se colocaba en el cerro ubicado al norte del edificio, para cortar la retirada del enemigo. Mora se reservó 100 lanceros del escuadrón de caballería en espera de la orden de cargar y otros 200, el batallón de Moracia, para cubrir la retirada de las tropas en caso necesario. El escuadrón de artillería, al mando del capitán Mateo Marín, se encargaría de disparar los dos cañones que llevaban. El batallón de rifleros de Schlessinger, por su parte, se colocó tras los corrales de piedra de la casona, con el objetivo de repeler el ataque costarricense. Schlessinger dividió a sus hombres por compañías según la nacionalidad: dos estadounidenses, denominadas Nueva York y California, más una compañía alemana y otra francesa.
Al atardecer del 20 de marzo, el coronel Salazar dio la orden y las tropas costarricenses avanzaron hasta llegar casi a los corrales. A escasos 18 m, los filibusteros dispararon, derribando a la primera línea de atacantes, pero entonces la segunda línea, en lugar de huir ante la descarga, se lanzó sobre la muralla de piedra de metro ochenta de alto, y cayó sobre el enemigo cuando apenas este recargaba, acabando rápidamente con su defensa mediante ataque de bayoneta, mientras los sobrevivientes huían hacia la casona. Al mismo tiempo, las columnas de los flancos llegaban hasta la casona, cruzando el fuego con los defensores apostados dentro de ella. Varios filibusteros empezaron a escapar hacia el bosque aledaño, pero entonces el capitán José María Gutiérrez ordenó el ataque de la cuarta columna que esperaba en la colina, invadiendo la casona por todas partes y acabando con la resistencia filibustera, cuya desbandada fue general, consumando así la primera victoria costarricense. Según diversos cronistas, los primeros tiros provocaron la huida del coronel Schlessinger, seguido de las compañías alemana y francesa, mientras que las dos compañías estadounidenses, al mando del capitán Rudler y el mayor O'Neal, resistieron un poco más antes de escapar. En total, hubo 26 muertos en el bando filibustero, más 20 prisioneros de distintas nacionalidades, de los cuales 19 fueron fusilados, pues Mora le perdonó la vida a un irlandés que alegó ser corresponsal de guerra de un periódico estadounidense. Del lado costarricense hubo 19 fallecidos, la mayoría pertenecientes a las columnas frontal y del flanco derecho, e incluyendo al capitán Gutiérrez, que pereció en la refriega dentro de la casona al marchar al frente de sus hombres, y el mayor Manuel Quirós, que fue abatido de un balazo en la batalla de los corrales.
La victoria costarricense en Santa Rosa fue la suma de diversos factores: por un lado, los errores tácticos y la confusión por parte de los filibusteros, y por otro, la buena planificación estratégica del general José Joaquín Mora, aunado a la excelente condición física, disciplina, preparación en el uso de armas y valor de los soldados costarricenses. La batalla de Santa Rosa, un combate relámpago de escasos 14 minutos de duración, permitió la expulsión de los filibusteros del territorio de Costa Rica, trasladando el escenario de la guerra a Nicaragua. Desde el punto de vista táctico, evitó la caída de la cercana ciudad de Liberia, la ciudad norteña más importante y presunto blanco del batallón invasor, evitando el avance filibustero hacia Puntarenas, puerto vital del país. La victoria fue un punto alto que motivó al Ejército Expedicionario, además de que, según manifestó posteriormente el mismo William Walker, Santa Rosa "marcó la raya sur al expansionismo del destino manifiesto".

### Combate de Sardinal
Tras la victoria en Santa Rosa, mientras el grueso del Ejército Expedicionario costarricense avanzaba hacia Nicaragua, una columna de 100 soldados provenientes de la ciudad de Alajuela, al mando del general Florentino Alfaro Zamora, hermano del exjefe de Estado José María Alfaro Zamora, y del coronel Rafael Orozco, partieron de Muelle de San Carlos hacia el río Sarapiquí, en las llanuras del norte de Costa Rica. Su objetivo era ocupar puntos estratégicos en este río, importante afluente del río San Juan, además de reforzar dos destacamentos colocados allí para evitar un posible avance enemigo a través de estas vastas llanuras, que se extienden desde la margen derecha del San Juan hasta las faldas de la Cordillera Volcánica Central, ubicada en pleno corazón del país. Dichas llanuras eran fundamentales en el plan de William Walker de dominar el norte de Costa Rica para asegurarse el control de la vía del Tránsito.
El 10 de abril de 1856, mientras los costarricenses inspeccionaban las márgenes del río Sardinal, afluente del Sarapiquí, se toparon con varias embarcaciones filibusteras, iniciando una batalla que se extendió por espacio de una hora. Los filibusteros, en número de 100 hombres y bajo el mando del capitán estadounidense John M. Baldwin, se habían movilizado desde su base en La Trinidad (Hipp Point, como le llamaban ellos), con el objetivo de sorprender a los costarricenses, advertidos de los movimientos de la tropa alajuelense en esa zona. Los filibusteros fueron finalmente rechazados y se retiraron nuevamente hacia La Trinidad, perdiendo en la refriega 4 hombres en la lucha en tierra, más un número indeterminado en el agua y una embarcación, de cuatro que llevaban. La tropa de Alfaro, por su parte, reportó 1 muerto, 7 heridos y 2 desaparecidos.
La batalla de Sardinal fue la última batalla de la Campaña Nacional que se disputó en territorio costarricense. Su importancia radica en que permitió ganar un punto estratégico en la defensa del territorio nacional, denegando el acceso al enemigo al interior del país por esta vía fluvial. Además, a partir de este punto, los costarricenses tuvieron seguridad de que Walker tenía la intención de penetrar territorio costarricense por la zona de Sarapiquí, conocimiento que luego sería de suma importancia para las batallas disputadas durante la decisiva segunda fase de la Campaña Nacional, que tendría como escenario el río San Juan.

### Batalla de Rivas

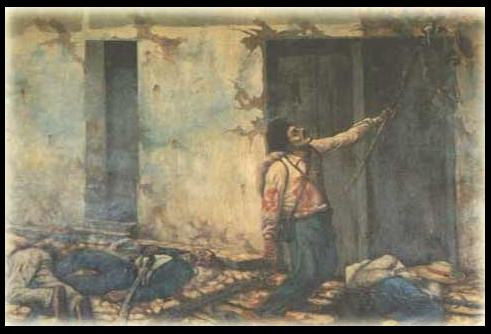
La quema del mesón por Juan Santamaría (1896), de Enrique Echandi.

Artículo principal: Segunda Batalla de Rivas
Al día siguiente de la batalla de Santa Rosa, el 21 de marzo de 1856, el Ejército Expedicionario de Costa Rica se puso en marcha desde Liberia hacia Nicaragua. Cuando se arribó al poblado de Sapoá, en la frontera, se dejó un pequeño contingente para resguardarla, y el resto de la tropa fue dividida en tres columnas: 300 soldados alajuelenses, bajo el mando del coronel Juan Alfaro Ruiz y el mayor Daniel Escalante marcharon hacia La Virgen, pueblo ubicado en la costa del lago de Nicaragua, para vigilar el arribo de soldados filibusteros desde Granada. Otros 300 soldados, liderados por el coronel Salvador Mora y el mayor Máximo Blanco, se dirigieron hacia San Juan del Sur, puerto del Pacífico nicaragüense, para evitar la llegada de refuerzos por vía marítima. La tercera columna y principal, formada por 2000 soldados, marchó hacia Rivas, ocupando la ciudad el 8 de abril de 1856. El 9, William Walker parte con sus tropas desde Granada, apostándose el 10 de abril en las cercanías de la ciudad. A la medianoche del 10 de abril, Walker y sus subalternos planean un ataque simultáneo sobre la ciudad, tras enterarse de la presencia del presidente Mora en Rivas.
La mañana del 11 de abril de 1856, a las siete y cuarenta minutos, un nicaragüense dio la alerta al capitán costarricense Víctor Guardia Gutiérrez de que las tropas filibusteras atacaban la ciudad por sorpresa. A solo cuatro cuadras de la casa donde se encontraban alojados el presidente Mora y su Estado Mayor (entre ellos, el barón prusiano Alexander von Bullow con sus ingenieros alemanes, el agregado militar francés coronel Pierre Barillier y el general José Joaquín Mora Porras, hermano del presidente), una tropa cerrada al mando de William Walker en persona penetró por el este de la ciudad, tomando la Catedral y usando sus torres como estaciones para francotiradores. Otra tropa bajo el mando del teniente coronel Edward J. Sanders, al mando de cuatro compañías de rifleros, tenía la misión de avanzar hasta la casa donde se refugiaba el Estado Mayor costarricense, con el objetivo de capturar o matar a sus integrantes. Sanders, apoyado por las tropas de Walker, logró apoderarse de un pequeño cañón que estaba protegido por cuatro soldados costarricenses (que caen muertos) y por el capitán Mateo Marín (herido). La calle al norte de la plaza fue tomada por un impetuoso ataque del regimiento del capitán Birkett D. Fry, mientras la iglesia era ocupada por el capitán John P. Watters. El coronel leonés José Machado, al mando de una tropa de nicaragüenses, ingresó por el lado norte de la plaza y logró acercarse suficiente al cuartel principal costarricense, pero en ese momento, el capitán José María Rojas, apoyado por el soldado Francisco Castro Rodríguez, lo derribó de su caballo de un certero balazo, logrando que los nicaragüenses se retiraran. Esta acción fue fundamental puesto que evitó la caída del Estado Mayor costarricense e impidió que las fuerzas de Machado reforzaran a Sanders, frustrando el plan de asalto filibustero. Luego, el ataque de Fry fue repelido por un feroz contraataque de una tropa costarricense que emergió del cuartel principal, dirigida por el coronel Lorenzo Salazar y los capitanes Joaquín Fernández, Miguel Granados, Vicente Valverde, Zenón Mayorga y Víctor Guardia. La intervención de Salazar permitió que el Ejército Expedicionario se recuperara de la confusión inicial y retomara el control perdido durante el sorpresivo ataque. A esto se sumó la oportuna intervención del Batallón Santa Rosa, compuesto de 400 hombres bajo el mando del mayor Clodomiro Escalante, que había salido tempranamente para buscar rastros del enemigo, pero al escuchar la refriega había vuelto a la ciudad, ingresando por el norte, entablando un encarnizado combate de fusil, sable y bayoneta, primero con los hombres de Machado, a los que produjeron muchas bajas, y luego con los de Sanders, cayendo en gran número los hombres del Batallón.
La presencia de las tropas de Salazar y del Batallón Santa Rosa, sin embargo, hizo que los filibusteros se replegaran y refugiaran en el Cabildo de la ciudad, las casas vecinas y un mesón cercano, perteneciente a Francisco Guerra, razón por la cual se le conoce como el "Mesón de Guerra". En este lugar, entrando por la puerta sur, los hombres de Sanders se parapetaron tras las puertas, en el techo y en los solares, mientras los costarricenses hacían lo propio en las casas de la calle al norte del mesón, en la cual han quedado gran cantidad de muertos de ambos bandos. El capitán Víctor Guardia, por su parte, recibió orden de recuperar el cañón perdido, pero sus soldados fueron sometidos a un fuego tan intenso desde el mesón, que tuvo que refugiar a la tropa en un abandonado fortín colonial en ruinas, desde el que respondía los ataques de fusil que le hacían desde el mesón. Con respecto a la recuperación de este cañón, existe controversia debido a que la misión de recuperar los cañones significó un alto costo en vidas para el bando costarricense, puesto que esto ocupaba exponerse a los disparos de los francotiradores apostados en las torres de la catedral. Se ha calculado que por lo menos la mitad de las muertes durante la batalla de Rivas se debieron a los tres intentos de recuperar dicha arma. Los filibusteros, además, no podían utilizarlo porque la refriega con los hombres del coronel Salazar había hecho que tuviesen que abandonar la munición, no obstante, esto no impidió que utilizaran la pieza de artillería como carnada para los costarricenses. Acerca de su recuperación, el mismo presidente Mora arguye que era "una cuestión de honor", aunque también se ha argumentado acerca de la insistencia del coronel francés Pierre Barillier en el asunto, a quien Mora y todo el Estado Mayor tenían en alta estima y consideraban "un gran estratega".
Del lado filibustero, mientras las tropas de Fry se retiraban por la calle del este, dos regimientos al mando de A.S. Brewster y Francis P. Anderson avanzaban por la calle del sur, entre el mesón y una casa que pertenecía al médico estadounidense J.L. Cole, intentando llegar al cuartel costarricense. Al mismo tiempo, otra tropa al mando del coronel alemán Bruno von Natzmer y el mayor estadounidense J.C. O'Neal, rodeó la calle intentando llegar a las cercanías del mesón. En este momento, se toparon con las tropas del general José María Cañas, quien con un feroz ataque impidió el avance de Natzmer, O'Neal y Brewster, mientras las tropas de Anderson eran repelidas por una fuerza de costarricenses pertrechados en la torre de la pequeña iglesia de San Sebastián. Las fuerzas de Cañas estaban compuestas mayormente por soldados de San José, más un pequeño grupo de alajuelenses al mando del mayor Juan Francisco Corrales, pues el resto de la tropa alajuelense estaba en La Virgen con el coronel Alfaro Ruiz. Aunque la columna de Cañas quedó destrozada, su acción produjo que ambos bandos tomaran posiciones de poder en la ciudad: mientras los costarricenses lograron mantener sus posiciones en el lado occidental, quedándoles libres los caminos hacia La Virgen y San Juan del Sur, los filibusteros se apoderaron de la plaza, la catedral y el cabildo, tomando también posiciones dentro de algunas casas, como en el caso del coronel Sanders, cuyas tropas se refugiaron en el Mesón de Guerra. Cañas, por su parte, ocupó con sus fuerzas la calle diagonal al costado del mesón.

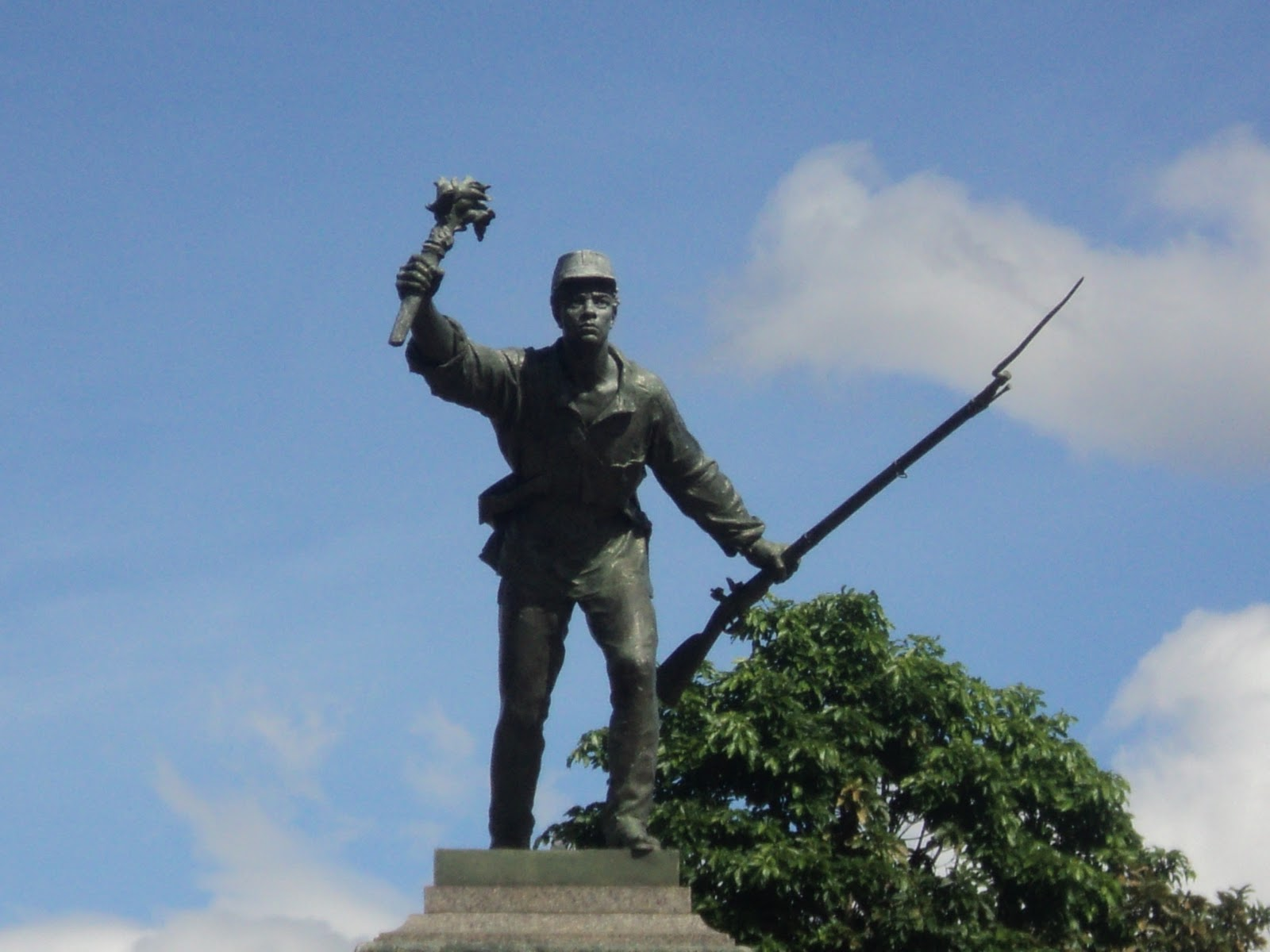
La conmemoración de la quema del mesón por el héroe nacional Juan Santamaría es la parte central de la celebración del 11 de abril en Costa Rica, una de las efemérides más importantes del país. Para muchos costarricenses, el acto de valentía del soldado alajuelense representa el vivo espíritu nacional en la forma de un joven de cuna humilde que está dispuesto a dar la vida por la libertad de su pueblo y de su país.

Durante las primeras cuatro horas, la batalla fue brutal y encarnizada. Cada bando intentaba movilizarse para tomar nuevas posiciones, pero era rechazado por la respuesta del enemigo. Un intento del mayor John B. Markham de avanzar hacia el cuartel donde estaba el presidente Mora fue repelido por el fuego costarricense, pero igualmente un avance del coronel Manuel Argüello Arce con la intención de tomar el cabildo fue frustrado por la resistencia filibustera. Posteriormente, Cañas intentó tomar las casas del lado sur de la ciudad, pero fue violentamente recibido por las fuerzas filibusteras apostadas en la plaza y la iglesia. Luego del mediodía y a principios de la tarde, como una medida para conjurar el peligro que representaban los hombres de Sanders atrincherados en el Mesón de Guerra, desde cuya posición privilegiada causaban muchas bajas a los costarricenses, y ante la imposibilidad de tomarlo militarmente por la presencia enemiga en la plaza y la catedral, el general Cañas ordenó a su tropa incendiar todas las casas al oeste de la calle, incluido el mesón. Se presentó un primer voluntario, el teniente cartaginés Luis Pacheco Bertora, que fue herido de tres balazos sin lograr su cometido. Entonces, un soldado nicaragüense que peleaba en la tropa de Cañas, Joaquín Rosales, tomó la tea de manos del herido Bertora y aplicó el fuego al edificio. Cuando las llamas empezaban a propagarse, cayó mortalmente herido, dando tiempo para que los filibusteros contuviesen el fuego. Finalmente, se adelantó un soldado alajuelense, Juan Santamaría, que antes de ser herido de muerte por los disparos enemigos, logró incendiar un costado del techo de paja del mesón. El fuego rápidamente se propagó por la estructura, amenazando colapsar sobre los filibusteros refugiados en el interior, que comenzaron a replegarse hacia la catedral en el lado opuesto de la plaza. Aun así, el edificio no fue totalmente desocupado sino hasta la noche.
A las cuatro de la tarde, ingresaron a la ciudad las tropas de Juan Alfaro Ruiz, que venían desde La Virgen, alertadas de la situación por el teniente Manuel María Gutiérrez Flores. A partir de las cinco de la tarde, empieza a decaer el intercambio de disparos entre ambos bandos. A las doce de la noche, las fuerzas de Máximo Blanco ingresaron a la ciudad, provenientes de San Juan del Sur. Ya desde el inicio del atardecer, desde su puesto de observación en la catedral de Rivas, William Walker había notado cómo los costarricenses empezaban a tomar posiciones estratégicas en la plaza de la ciudad, rodeando el templo, al mismo tiempo que iban construyendo trincheras. Al no contar con refuerzos, al contrario de los costarricenses, que reciben tropas frescas desde La Virgen y San Juan del Sur, y cuentan con suficientes municiones y pertrechos como para resistir el combate por varios días, y dándose cuenta de que se ha quedado sin capacidad militar para realizar una nueva ofensiva, pues la mayoría de sus oficiales había muerto en combate, tenía muchos heridos y le faltaban municiones, Walker entiende que no puede ganar la batalla, por lo que al filo de la medianoche ordenó a sus subalternos emprender la retirada hacia Granada. Al despuntar el alba, el alto mando costarricense, que no se había percatado de la furtiva retirada nocturna, dio la orden de tomar la plaza y atacar la iglesia, pero solamente se encontraron entre 20 y 40 filibusteros heridos, que fueron muertos a bayonetazos por los soldados costarricenses.
La mañana del 12 de abril de 1856 encontró a la ciudad de Rivas destruida, con sus calles repletas de cadáveres, sin embargo, tras 17 horas de lucha, el Ejército Expedicionario costarricense había logrado mantener el control de la ciudad, la cual se consideraba vital para marchar sobre Granada. Con respecto al número de bajas, en el bando filibustero, los partes oficiales de los costarricenses calculan 236 muertes durante la batalla, con un número indeterminado de heridos, de un número estimado entre 1200 y 1300 combatientes, mientras que William Walker refirió que habían sido 120 entre muertos y heridos, estimando las de Costa Rica en 200 muertos y 400 heridos. Igualmente, según los partes oficiales, del lado costarricense hubo 140 muertos y 231 heridos, para un total de 371 bajas, de 2071 soldados presentes en la ciudad al comienzo de la batalla. Otras fuentes, sin embargo, estiman las bajas en un número mayor, alrededor de las 500 entre muertos y heridos, aunque se ha planteado que el número inicial de bajas se vería, en lo posterior, enormemente incrementado pocos días después de la conflagración, por la aparición de un enemigo que, a la postre, sería más letal que el ejército filibustero.

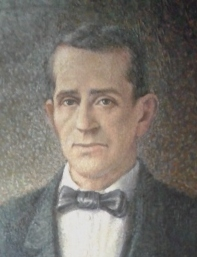
José María Cañas.
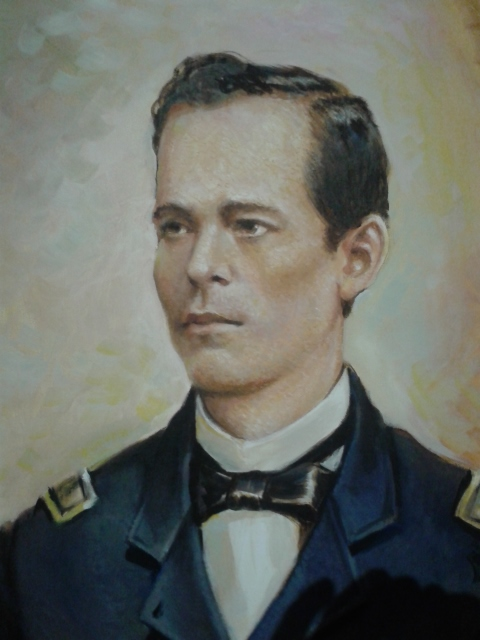
Juan Alfaro Ruiz.
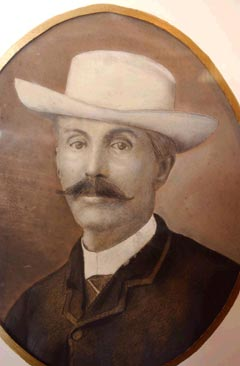
Luis Pacheco Bertora.
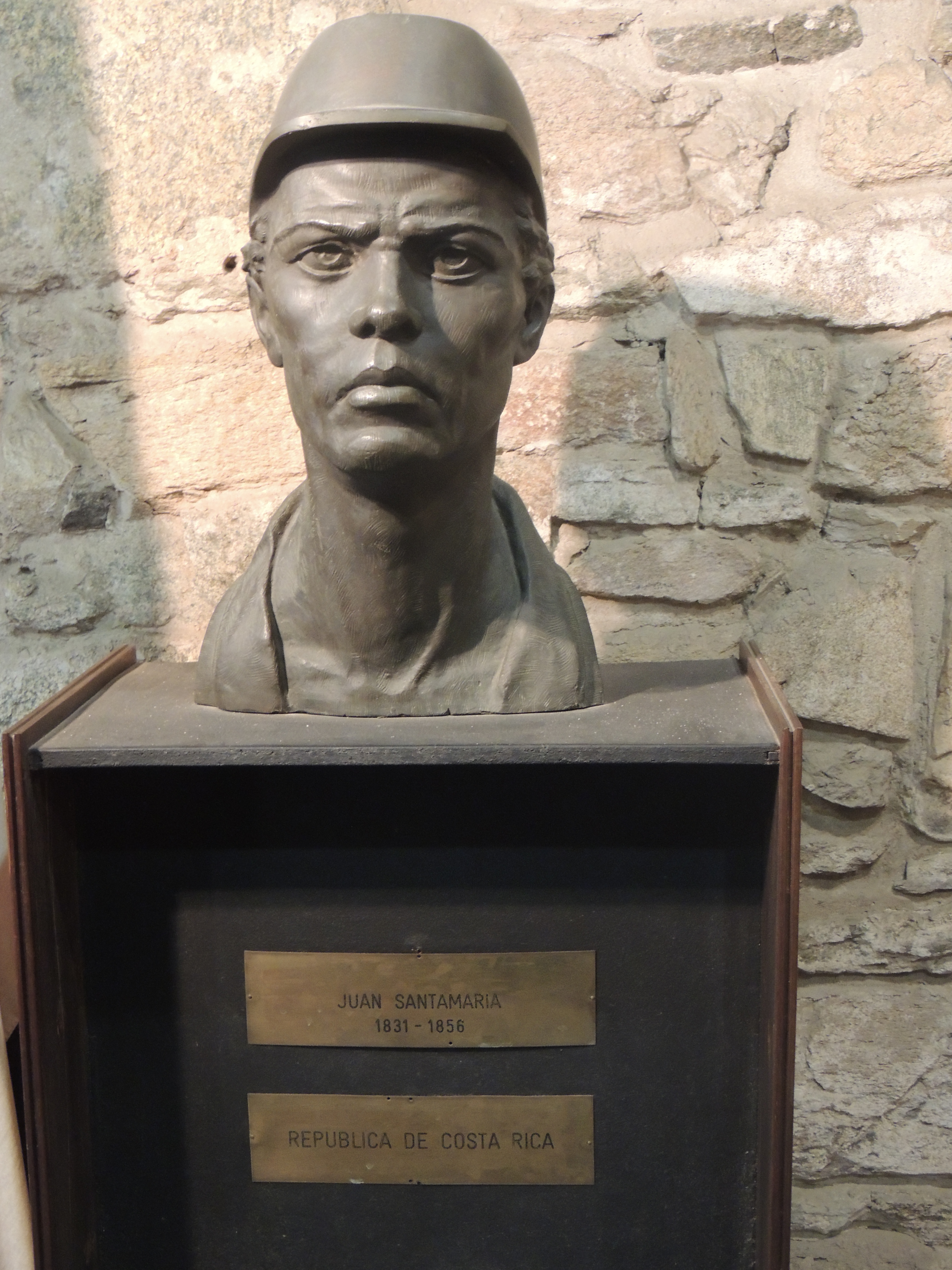
Juan Santamaría.
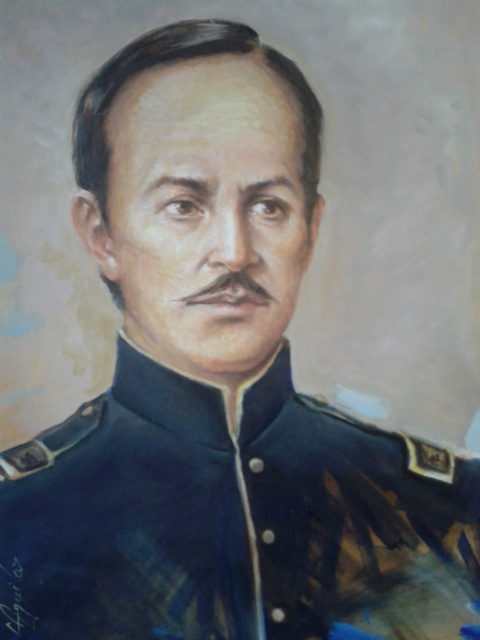
José Manuel Quirós Blanco.
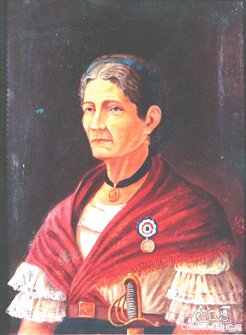
Francisca Carrasco Jiménez.
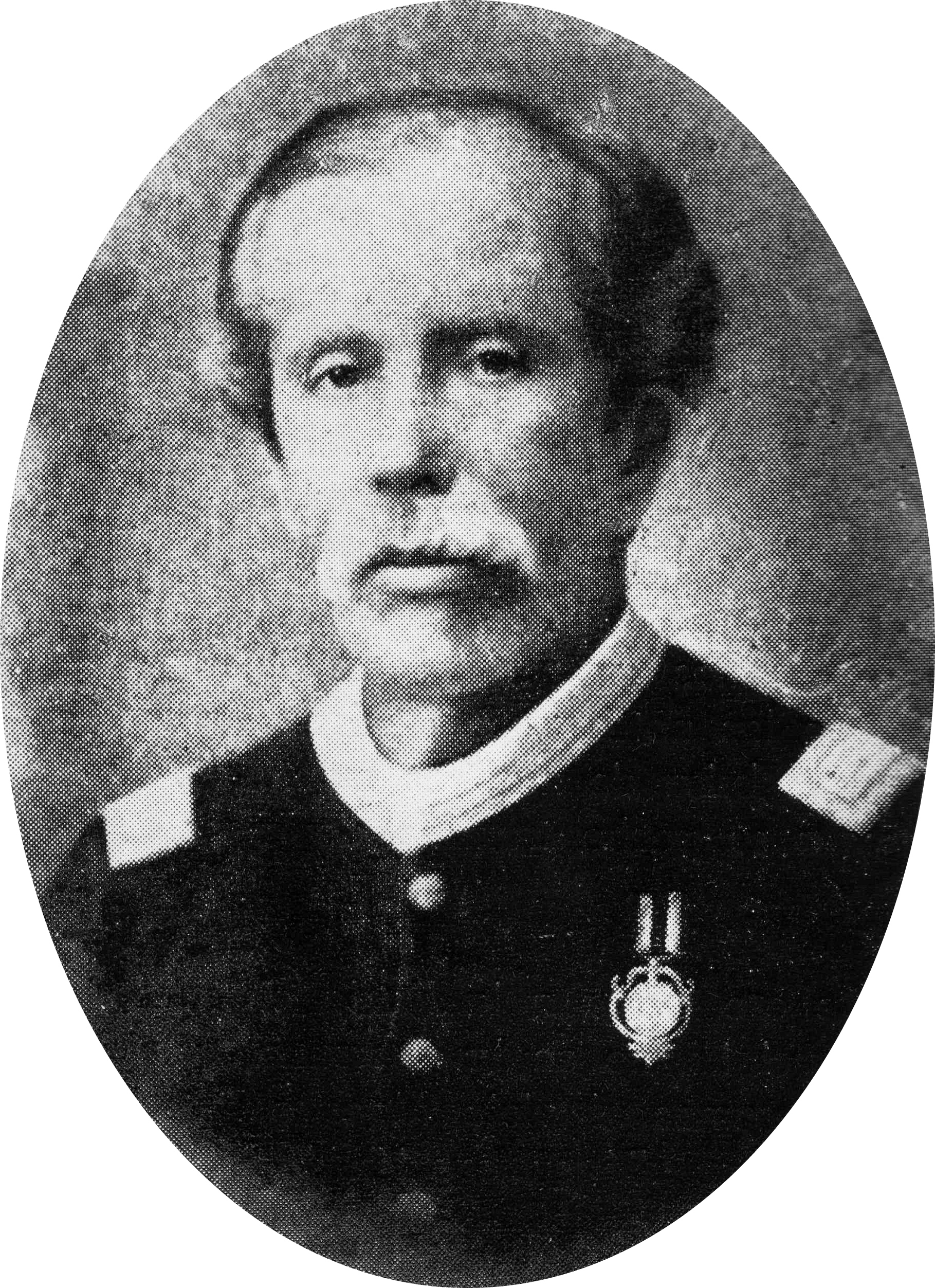
Manuel María Gutiérrez.

## La peste del cólera

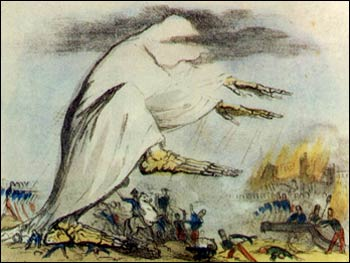
Representación de una epidemia de cólera del donde se ilustra la propagación de la enfermedad en forma de aire venenoso.

Tras la victoria militar del ejército costarricense en Rivas, el plan del Estado Mayor costarricense era reanudar la marcha hacia Granada. El 15 de abril, Mora mando fortificar la ciudad de Rivas, sin embargo, se reportó la aparición de un extraño mal que causaba diarrea blanquecina y acuosa, vómitos, sed intensa y dolores musculares, asociados a postración, deshidratación y una rápida evolución a un estado de coma, seguido de la muerte. La presencia del cólera morbus, enfermedad infecto-contagiosa producida por el bacilo Vibrio cholerae, había provocado ya dos pandemias desde su aparición en la India en 1817. En la Guerra de Crimea, el cólera cobró la vida de 5000 soldados franceses y 350 ingleses. La última epidemia en 1849, favorecida por el intercambio comercial marítimo, había alcanzado la ciudad de Nueva York, de la cual se había extendido a Nicaragua debido al transporte de pasajeros a través de la Vía del Tránsito. Ya desde julio de 1855, Costa Rica había comenzado a sentir los efectos de la guerra civil nicaragüense, con el ingreso de refugiados que huían de los enfrentamientos bélicos entre legitimistas y democráticos, con el consiguiente riesgo que significaba para la población nacional la penetración de la enfermedad, que había hecho estragos en Nicaragua desde el inicio de la guerra civil, por lo que el gobierno de Mora había establecido la formación de cordones sanitarios en la frontera, además de la capacitación de personal en el extranjero para implementar medidas en caso de una epidemia.
A mediados del mes de abril, se reportaron los primeros casos de cólera entre los costarricenses: un soldado josefino de nombre José María Quirós y otro cartaginés, llamado Francisco Arborola. Dado que en esa época no se conocía la existencia de los microorganismos, descubiertos por Robert Koch hasta 1870-1890, era imposible para los médicos imaginar el origen del contagio. Hasta ese momento, se creía que la infección era producida por "vapores miasmáticos", es decir, por emanaciones producidas por los cuerpos en estado de putrefacción. En realidad, la aparición del cólera se debió al consumo de agua contaminada en los pozos de la ciudad de Rivas, aunado a las malas condiciones sanitarias y ausencia de medidas de higiene. El problema se vio agravado porque, antes de abandonar Rivas, William Walker, que era médico, había ordenado que se lanzasen los cadáveres de los filibusteros muertos en los pozos de agua, imitando tácticas registradas en varias batallas de la Edad Antigua y la Edad Media, como por ejemplo, la batalla de Tortona en Italia (1155), cuando Federico Barbarroja ordenó echar cadáveres en las fuentes de agua de su adversario.
En Nicaragua, la enfermedad se extendió a los pobladores de Rivas e incluso a las tropas filibusteras que huían hacia Granada. El 25 de abril, el presidente Juan Rafael Mora Porras se reunió en la plaza de Rivas con su alto mando, y ordenó el regreso del Ejército Expedicionario, ante los estragos y el desconcierto causados por el aumento de los infectados. Es muy posible que la decisión del regreso también estuviera motivada por informaciones recibidas por el presidente de la existencia en San José de una conspiración para derrocarlo, impulsada por sus opositores. Al día siguiente, Mora y sus más inmediatos asesores partieron de Rivas hacia Liberia. Tres días más tarde, el 29, los heridos e infectados fueron embarcados en el puerto de San Juan del Sur, de donde serían traslados por mar hasta Puntarenas, y luego por tierra hasta San José, a donde arribaron el 1 de mayo, lo que finalmente propició la propagación de la enfermedad entre los pobladores del Valle Central, al extenderse ésta a la población civil. El resto del Ejército se trasladó por tierra desde Rivas, estableciéndose un cordón sanitario en Sapoá, bajo pena de muerte para quien lo atravesase. De 2000 combatientes que había participado en la batalla de Rivas, solamente 400, al mando del coronel Lorenzo Salazar, llegaron a Liberia el 3 de mayo. A los muertos en acción en dicha batalla, se sumaron 491 soldados fallecidos por cólera, lo que elevó la suma de bajas de esta batalla a más de 800. De entre las víctimas por cólera del ejército nacional, resaltan los nombres de algunos líderes como Juan Alfaro Ruiz, Zenón Mayorga, Julián Rojas y el Secretario de Estado del presidente Mora, Adolphe Marie. En Liberia, que había sido evacuada, falleció el barón Von Büllow, a consecuencia de disentería e inanición. Además, muchos de los soldados que regresaban desertaron para no contagiarse, y muchos fallecieron de camino a sus hogares, siendo enterrados en zanjas a orillas del camino. En el Valle Central, fallecieron el expresidente de la república y, en ese momento, vicepresidente en ejercicio, Francisco María Oreamuno, el expresidente José María Alfaro Zamora y cuatro diputados. El mismo presidente Mora se contagió de la enfermedad por tres días.
A mediados de mayo, la epidemia está en su apogeo. Se ha calculado que fallecieron al menos 140 personas por día. La presencia de la enfermedad generó un estado de luto y pavor entre la población nacional, lo que motivó que incluso algunos médicos y curas se negaran a atender a los enfermos y moribundos. Para evitar el contagio, las autoridades sanitarias nacionales prohibieron la vela de los fallecidos y los actos fúnebres. Los cadáveres eran trasladados en carretas hasta los cementerios, donde eran echados en zanjas y fosas comunes. El cirujano del ejército, Dr. Hoffmann, que conocía bien la enfermedad pues había hecho su internado en un hospital de enfermos de cólera antes de graduarse como médico en Berlín, dictó una serie de medidas para combatirla, las cuales incluían la ingesta de frutas fermentadas, licor fino y aguardiente alcanforada (luego se demostró que el alcohol mataba al bacilo casi al instante). A pesar de esto, la enfermedad comenzó a ceder por factores epidemiológicos, y a finales del mes de julio de 1856 ya había desaparecido.
La peste del cólera de 1856 es considerada la peor catástrofe sanitaria y demográfica de Costa Rica en toda su historia, con al menos 53 000 infectados y 9615 defunciones en diez semanas que duró la epidemia, de los cuales unos 8600 eran civiles, es decir, más de la mitad de la población del país padeció la enfermedad y entre un 8 y 10 % de los habitantes fallecieron como consecuencia de la misma.

## Segunda fase de la Campaña Nacional
Entre diciembre de 1856 y mayo de 1857, Costa Rica tuvo dos frentes abiertos en el teatro de la guerra de la Campaña Nacional: uno en territorio nicaragüense, luchando en conjunto con el resto de los ejércitos centroamericanos, y otro en el río San Juan, con el objetivo de arrebatarle a los filibusteros el control de la ruta del tránsito. Los puntos sobre el río San Juan revestían gran importancia estratégica, dado que por ella recibían las fuerzas de Walker toda clase de refuerzos y pertrechos provenientes de los Estados Unidos, desde Nueva York y Nueva Orleáns. A esta segunda fase de la Campaña Nacional se le conoce como Campaña del Tránsito.

### Combate naval de San Juan del Sur

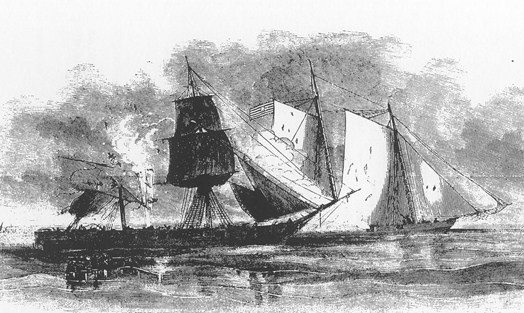
Grabado de época que representa la batalla de San Juan del Sur.

El 1 de noviembre de 1856, mediante decreto, el presidente Juan Rafael Mora ordenó el bloqueo del puerto de San Juan del Sur y del río San Juan, con el objetivo de cortar la vía de comunicación por la que recibían refuerzos los filibusteros. Al día siguiente, un batallón de 400 soldados costarricenses al mando del general José María Cañas ingresó a Nicaragua proveniente de Liberia, ocupando San Juan del Sur, puerto vital para la vía del Tránsito. El 10 de noviembre, las tropas de Cañas rechazaron, cerca de Rivas, un ataque de 400 soldados filibusteros al mando de los oficiales Hornsby y Sanders, pero dos días después, William Walker, al mando de 600 hombres, derrotó a Cañas en Puente Grande, y lo obligó a replegarse hacia la ciudad de Rivas.
Al enterarse el gobierno costarricense que el general José María Cañas había ocupado el puerto de San Juan del Sur, el presidente Mora decidió enviar pertrechos para reforzar a las tropas, por lo cual el 11 de noviembre de 1856 zarpó de Puntarenas la única nave militar del ejército costarricense: el bergantín Once de Abril. Este era un barco estadounidense adquirido en octubre de 1856 por el gobierno de Costa Rica, con el objetivo de defender el estratégico puerto de Puntarenas. El Once de Abril, bautizado así en honor a los hechos de la Batalla de Rivas, pesaba 166 toneladas y estaba armado con cuatro cañones de bronce de nueve libras. Iba cargado con gran cantidad de armas (rifles Minié, fusiles, tiros, cartuchos, balas, sacos de metralla) y provisiones. Contaba con una tripulación de 28 miembros, 70 rifleros y 16 voluntarios, incluido al cura párroco de Puntarenas, el presbítero ecuatoriano Víctor Godoy. El comandante del barco era un joven peruano de 21 años, residente en Puntarenas, llamado Antonio Valle-Riestra y Albarracín, quien era yerno del general Cañas.
Tras 12 días de una dura travesía debida al clima adverso, el bergantín divisó el puerto de San Juan del Sur, sin embargo, a su encuentro salió la goleta Granada, que ondeaba bandera filibustera, pues tras la retirada de Cañas, los filibusteros habían vuelto a tomar control del puerto. El Granada era un barco costarricense originalmente llamado San José, que en junio de 1855 había sido capturado por los filibusteros y rearmado con doce cañones. Esta goleta iba comandada por el tejano Callender Irving Fayssoux, al mando de 33 hombres. Al divisar al Once de Abril, el Granada inició una serie de descargas de cañón y fusilería. A las 6 de la tarde del 23 de noviembre de 1856, cuando se encontraba a una distancia de 400 m del Granada, el Once de Abril abrió fuego, pero el Granada, más ligero y versátil, lograba resistirlo presentando al combate únicamente la proa o la popa. Luego de seis horas de combate, cerca de la medianoche, un impacto causó el incendio del depósito de pólvora del Once de Abril, haciendo explotar al navío, matando a gran cantidad de hombres y hundiendo el barco. Setenta y nueve costarricenses, incluyendo al padre Godoy, murieron en el combate o se ahogaron, mientras que los filibusteros perdieron 18 tripulantes. Los 48 sobrevivientes del Once de Abril, muchos con severas quemaduras, fueron rescatados por los botes del Granada. El capitán Valle-Riestra, que había resultado gravemente herido, fue atendido por los médicos filibusteros con gran esmero, por orden expresa de William Walker, y permaneció como prisionero hasta que el general Cañas negoció su liberación y regreso a Costa Rica en 1857.
El Combate de San Juan del Sur es el único conflicto bélico que se ha efectuado en la historia naval de Costa Rica, y también se le considera el mayor triunfo militar obtenido por los filibusteros durante la Campaña Nacional.

### Combate de La Trinidad

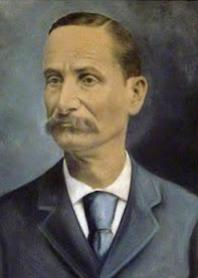
Por su participación en la batalla de la Trinidad, el barveño Nicolás Aguilar Murillo fue ratificado héroe nacional en 2013.

Una vez que Costa Rica reanudó la Campaña Nacional, el Ejército Expedicionario fue dividido en dos unidades: la primera, conformada por 700 hombres y a cargo del general José María Cañas, marchó hacia Nicaragua por Guanacaste, mientras que la otra, llamada División de Vanguardia y formada por 200 soldados, lo hizo por las llanuras de San Carlos hacia el río San Juan. Esta segunda tropa tenía la importante tarea de adueñarse de la vía del Tránsito, ya que esta era la principal ruta por la cual el ejército filibustero se proveía de recursos. El dominio de la vía del Tránsito, el punto estratégico más importante de todo el conflicto, le aseguraba la victoria a cualquiera de los bandos.
A comienzos del mes de diciembre de 1856, este contingente de 200 hombres, cuidadosamente escogidos, fueron enviados hacia Nicaragua con la misión prioritaria de tomar cuanto antes el puesto de La Trinidad, un sitio estratégico ubicado en un islote en la confluencia del río Sarapiquí con el río San Juan. Al mando de esta columna estaban el mayor Máximo Blanco y el coronel Pierre Barillier (en la práctica, el mando de Barillier sería solamente nominal, pues su desempeño en la batalla de Rivas había levantado dudas entre el alto mando nacional), y entre sus integrantes estaban el teniente coronel Joaquín Fernández (miembro del Estado Mayor del presidente Mora), el inglés George F.Cauty, capitán de marina de la Corona británica, y el capitán estadounidense Sylvanus H. Spencer, en calidad de asesor militar. Estos hombres partieron de Alajuela el 5 de diciembre hacia Muelle de San Carlos, a donde llegaron el 9. Después de muchas penalidades, llegaron el 14 de diciembre a las riberas del río San Carlos, por donde seguirían la travesía hacia La Trinidad. Se improvisaron unas modestas embarcaciones, conformadas por barcas y lanchas toscamente labradas, obra del capitán Francisco Alvarado. En un lugar conocido como el Estero de La Bruja, la embarcación que llevaba la artillería se hundió por una violenta tempestad. En la boca del río Sarapiquí, se desembarcó un número considerable de combatientes enfermos. Solamente 70 hombres pudieron continuar la travesía.
El 21 de diciembre, llegaron al Estero de Colpachí, donde pasaron la noche. Ocultos en la oscuridad, los costarricenses observaron el paso de un barco de vapor filibustero con rumbo hacia el lago de Nicaragua. El 22 de diciembre, a las 12:30, los costarricenses atacaron a los filibusteros por tres flancos: una columna de 30 hombres bajo las órdenes del mayor Blanco tomaron el flanco derecho, mientras que el resto atacaría por el centro y la izquierda, siguiendo el mando del teniente coronel Fernández y el capitán Spencer. En cuarenta minutos, por medio de ataque de bayoneta, lograron apoderarse de La Trinidad con muy pocas bajas. Mientras los filibusteros perdieron 60 hombres y se les capturaron 6 prisioneros, los costarricenses tuvieron 9 muertos y 10 heridos.
Durante esta batalla, se destacó un agricultor procedente de la villa de Barva, de nombre Nicolás Aguilar Murillo, quien habría sido el primero en saltar de su trinchera y apoderarse de un cañón enemigo, y tras matar al centinela, entabló combate cuerpo a cuerpo con un filibustero con fama de aguerrido, de apellido Thompson, a quien venció dejándolo herido.
El combate de La Trinidad fue una corta pero vital escaramuza en el objetivo el Ejército de Costa Rica en abrirse camino para controlar la vía del Tránsito. Desde el punto de vista estratégico, se le considera una batalla fundamental de la Campaña Nacional, ya que permitió la posterior toma de los vapores filibusteros que navegaban el río San Juan y que proveían de tropas y pertrechos a William Walker.

### Toma de los vapores del San Juan
Luego de la batalla de La Trinidad (22 de diciembre), a la madrugada del día siguiente, un grupo de 45 soldados costarricenses bajo el mando del mayor Máximo Blanco, el coronel Francisco Alvarado y el capitán estadounidense Sylvanus H. Spencer, tomaron punta Castilla, en la bahía de San Juan del Norte, apoderándose de cuatro vapores filibusteros anclados allí: "Wheeler", "Machuca", "Ch.Morgan" y "Bulwar". Un agente de la Compañía del Tránsito de apellido Scott hizo un amago de ataque, pero al observar la presencia de dos cañoneras inglesas que observaban los acontecimientos, solicitó al capitán que interviniera, alegando temor por su vida y la de su familia y pidiendo protección para la Compañía. El comodoro inglés, invocando las leyes de neutralidad, denegó la solicitud y declaró la ocupación de los barcos por el ejército costarricense como legal. El presidente Mora hizo circular un panfleto en San Juan del Norte prometiendo paso libre hacia Nueva York a los filibusteros que quisieran regresar a los Estados Unidos. Esa misma tarde, los oficiales y jefes costarricenses visitaron la ciudad y fueron bien recibidos.

### Batalla del Castillo Viejo

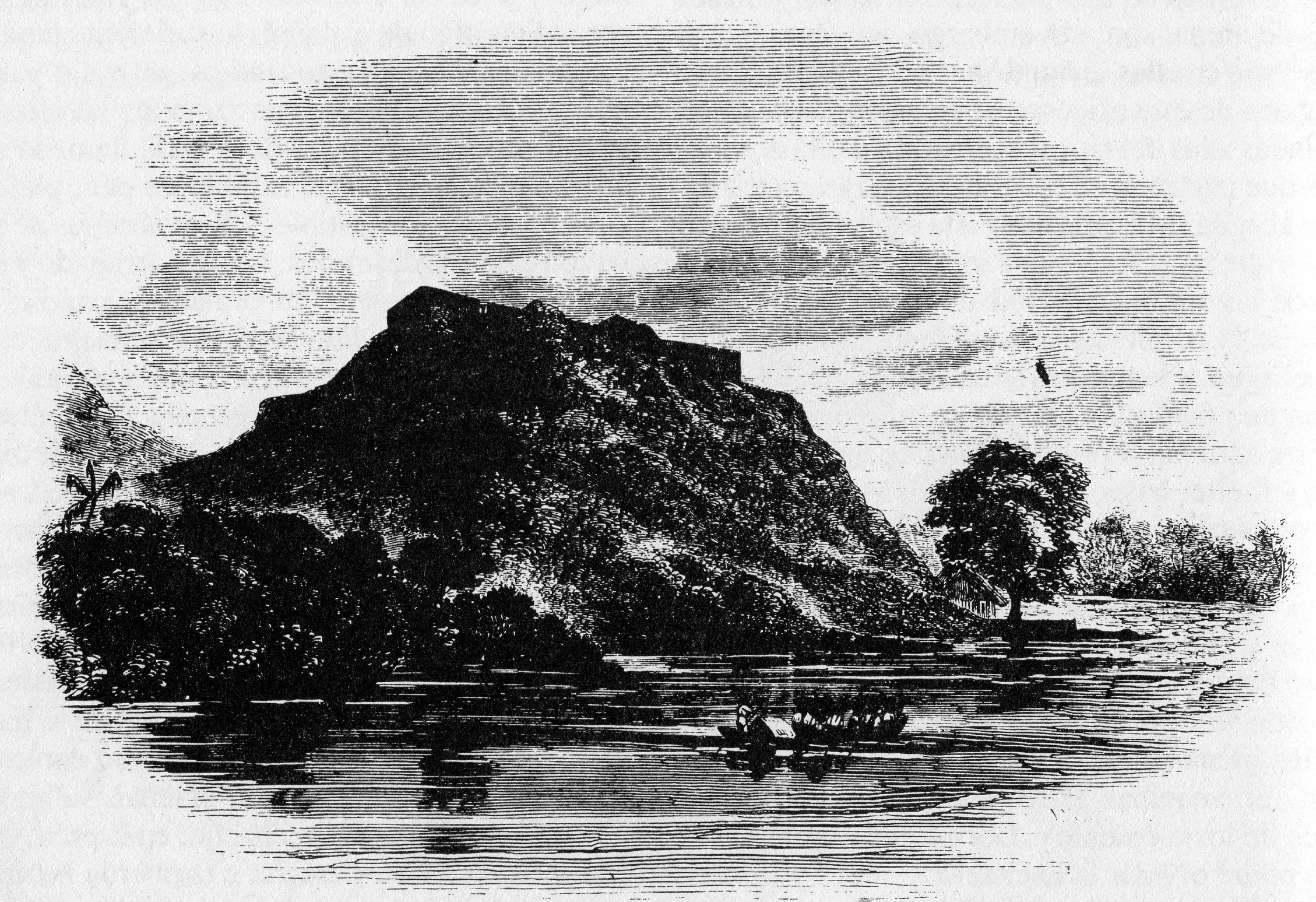
El Castillo de la Inmaculada Concepción en el río San Juan. 1849.

La Batalla del Castillo Viejo se llevó a cabo en el llamado Castillo de la Inmaculada Concepción o Castillo de San Juan, una antigua fortificación española construida a finales del siglo XVII, que domina el curso medio del río San Juan. Fue edificado con el objetivo de defender la región contra las invasiones de piratas ingleses y de zambos mosquitos provenientes del Caribe nicaragüense.
La Batalla del Castillo Viejo fue considerada por el presidente Juan Rafael Mora como la más heroica hazaña de la Campaña Nacional, por el hecho de que los hombres del coronel Faustino Montes de Oca resistieron durante tres días el asedio de un contingente de 200 filibusteros.

### Combate del Fuerte San Carlos
Luego de la toma del Castillo Viejo, el siguiente paso era la toma del fuerte San Carlos, una fortaleza ubicada en la desembocadura del río San Juan en el Lago de Nicaragua. Se designó a un capitán de marina inglés de apellido Cauty con el mando de los vapores. A bordo del vapor "J.Ogden", Cauty, junto a 45 hombres bajo el mando de Francisco Echandi, Jesús Alvarado, Francisco Quirós y Dionisio Jiménez, se acercaron sigilosamente al fuerte San Carlos. La fortaleza fue tomada por sorpresa la noche del 30 de diciembre de 1856, dejando 26 muertos entre las tropas costarricenses. No se conoce el número de bajas entre los filibusteros. Al día siguiente, el 1 de enero de 1857, arribó al fuerte el vapor "Virgen", capitaneado por el general José Joaquín Mora Porras, y se hicieron los preparativos para capturar el vapor "San Carlos", el más grande de la flota y el único que quedaba en manos de los filibusteros en ese momento.
El vapor "San Carlos" se encontraba en ese momento de viaje entre el puerto de La Virgen y San Juan del Norte. Fue avistado el 3 de enero de 1857. Las tropas costarricenses tendieron la emboscada con 60 hombres y tres cañones a bordo del "Ogden", más las fuerzas que se encontraban dentro del fuerte. Se creía que William Walker podía venir al frente del vapor con más de 1000 hombres, por lo que se hicieron los preparativos de rigor para una batalla de gran envergadura. Cuando el barco se acercó, un inglés que peleaba en el bando costarricense subió a bordo preguntando por un teniente que, según se sabía luego de interrogar a los prisioneros, iba a bordo del "San Carlos", a quien se instruyó bajar a tierra para entrevistarse con el comandante del fuerte, mientras el vapor seguía río adentro. Esto se hizo para que el "Ogden" pudiera acercarse y cortarle el regreso al lago, como en efecto sucedió. Intimidados, los filibusteros rindieron el barco y la tropa costarricense se apoderó del navío. En el "San Carlos" venían 350 pasajeros estadounidenses, los cuales fueron conducidos al Castillo Viejo y de allí llevados en diversos barcos a San Juan del Norte para que pudieran seguir su camino. La toma del fuerte San Carlos fue de vital importancia para asegurar el efectivo control de las naves que pasaban por el río San Juan y el Lago de Nicaragua hacia Granada. De eso modo, las fuerzas costarricenses se garantizaban el bloqueo de la Vía del Tránsito.

### Combate de la Isla Ometepe
El 1 y 2 de diciembre de 1856, un grupo de 150 indígenas de la isla de Ometepe, atacaron un hospital filibustero localizado en la población de Moyogalpa, ubicada en esta isla del Lago de Nicaragua. Para evitar un retorno de los filibusteros a Moyogalpa, el 6 de diciembre, los indígenas se alían con el Ejército Expedicionario costarricense, y juntos atacaron e incendiaron el poblado. Del lado costarricense, fallecieron 28 soldados provenientes de San José, Cartago y Heredia.

### Batalla de San Jorge
Walker quien se titulaba Presidente de Nicaragua creía que iban a hacer atacados en Rivas, incluso que se iba a bibliotecar la batalla decisiva, pero su asomboro fue que los Aliados vez de medir fuerza con los Americans en campo abierto en las afueras de la ciudad donde habían cortado la tupida meza tropical evitaron el choque y se dirigieron a San Jorge, llegaron por la noche del 28 de enero. El puerto permitía la comunicación con los vapores del lago que estaban en Moyogalpa isla de Ometepe y Tortuga (hoy Cárdenas) lo que permitía la comunicación con Costa Rica. En San Jorge estaban concentrados más o menos, 200 hombres al mando de Xatruch, 1,300 con Zavala, 500 con Cañas y Jerez, 445 con Chamorro, para un total de 2,245 patriotas centroamericanos, quienes levantaron sus trincheras en la plaza y cerca de la iglesia instalaron sus bodegas de municiones y alimentos. En la línea sur y el lado de la iglesia, colocaron a los liberianos de Cañas y a los Nicaraguans de Jerez; por el sector de la cancha, el lado norte de la plaza se emplazó a Zavala. Fuera de la plaza pero en dirección al puerto envió 25 soldados septentrionales y 25 liberianos al mando del general legitimista Agustín Hernández con la misión de reforzar cualquier flanco de la plaza. Los filibusteros al ver que no eran atacados en Rivas, al día siguiente salieron a batirlos con infantería, rifleros, un obús de doce libras y un cañón de a six, llegaron a San Jorge el 29 a las once de la mañana, los Aliados lograron mantener sus posiciones en las trincheras, fueron atacadas por el oeste de la plaza y por el norte hacia el camino que conduce al lago, el asalto contra San Jorge fue frustrado. Al retirarse la tropa de filibustero, los aliados salen de sus trincheras y los persiguen, pero fueron emboscados en un platanal con el bus y las metrallas, hasta hacerlos retroceder hacia sus trincheras. El que salió abatirse fuera de las líneas fue el alcalde Tomas Guardia (quien luego llegó a ser presidente de Costa Rica). Como consecuencia de la primera batalla de San Jorge, los filibusteros contabilizaron "unas ochenta bajas entre muertos y huridos", incluidos dos capitanes y un alcalde, por lo que la tropa quedó prácticamente muerta. Por su parte, los Aliados tuvieron el mayor número de bajas en los plátanos cuando fueron atacados con proyectiles que causaron mucho daño entre los costarricenses. La primera batalla de San Jorge duró doce horas, el ataque lo dirigió el general Heninngsen, con 600 hombres y la defensa de la ciudad por parte de los aliados al mando del general Xetruch con 2245 hombres, el 29 de enero de 1857.

### Rendición de William Walker
El 30 de abril de 1857, dos oficiales de William Walker, el general Henningsen y el mayor Brady, se entrevistaron con el capitán Charles H.Davis, de la marina estadounidense, para discutir las condiciones de rendición de los filibusteros. William Walker no pretendía aceptar la derrota ni rendirse ante los ejércitos centroamericanos, por lo que Davis fue nombrado mediador en representación del general José Joaquín Mora Porras, Comandante en Jefe de los ejércitos unificados de Centroamérica. Walker se encargó de redactar el mismo las cláusulas de la rendición, entre las que se aseguraba en que él y sus oficiales pudieran ser evacuados con sus armas y trasladados con seguridad a Panamá o San Francisco. En dichas cláusulas, Walker también se aseguró no mencionar directamente a los vencedores, nombrándoles únicamente como "el enemigo". Davis y Walker firmaron el convenio, rindiéndose definitivamente William Walker el 1 de mayo de 1857.
Los ejércitos de Costa Rica y Guatemala ocuparon la ciudad de Rivas ese mismo día y tomaron el cuartel de Walker, donde hallaron que solo quedaban 600 filibusteros desarmados, los cuales desfilaron por la plaza, donde se les leyó lo convenido en la cláusula de rendición frente al capitán Davis y los oficiales de los ejércitos aliados. Junto a 16 oficiales de su Estado Mayor, William Walker partió hacia San Juan del Sur, embarcándose en el buque Saint Mary, de la marina estadounidense, prometiendo de palabra no volver jamás a Centroamérica. Le acompañaron el capitán Davis y el comandante en jefe del ejército guatemalteco, general Víctor Zavala Córdoba.
A propósito de la rendición de Walker, el general José Joaquín Mora escribió:

"…sería imposible tomar Rivas pero a fuerza de mucha sangre…no queriendo sacrificar más vidas… el 26 era desesperada la situación de los filibusteros, sabiendo el capitán Davis, la extremidad en a que se hallaba reducida la plaza, interpuso su amistosa mediación, para que se impusiera a Walker la rendición en Rivas.

Imposible me fue, no acceder al noble ruego del estimable capitán, y le autoricé para que intimara la rendición a Walker.
El jefe de los filibusteros obedeció a trueque de conservar su inútil vida.
En la tarde del primero de mayo, entraron las divisiones de Costa Rica y Guatemala a Rivas, y 600 filibusteros que, estaban formados sin armas ante la casa del Dr. Cole, se entregaron. Una hora después salió Walker.
Cumplida mi misión, dejé mis órdenes para consolidar la paz, relegué el mando, y regresé a Costa Rica, dejando los puestos militares del San Juan, desde el Fuerte de San Carlos a la Punta de Castilla, guarnecidos y asegurados, bajo la custodia de los costarricenses…

Después de cuarenta días de asedio puesto a Walker y los suyos… he dado pues, término a la guerra que los gobiernos de Centroamérica me hicieron la honra de encomendarme…"

No obstante, ninguna cláusula en el convenio de rendición impedía a William Walker regresar a Centroamérica, cosa que intentaría en varias ocasiones. En su último intento, fue capturado y fusilado a las 8 de la mañana del 12 de septiembre de 1860, en Trujillo, Honduras.
De acuerdo al informe del general Charles Henningsen, en total fallecieron unos 1000 filibusteros durante toda la guerra, ya fuera en combate o por enfermedades. El número de bajas del lado centroamericano fue significativamente mayor: según el autor Walter O.Scroggs, cuatro o cinco veces mayores a las de los filibusteros, especialmente debido a la peste del cólera.
En recuerdo de la victoria centroamericana, el presidente Juan Rafael Mora Porras firmó un decreto donde declaró el 1 de mayo como feriado, celebrándose a su vez con solemnidad, saludándose el Pabellón Nacional y lanzando al aire veintiún cañonazos. En su discurso en el Congreso, Mora mencionó que:

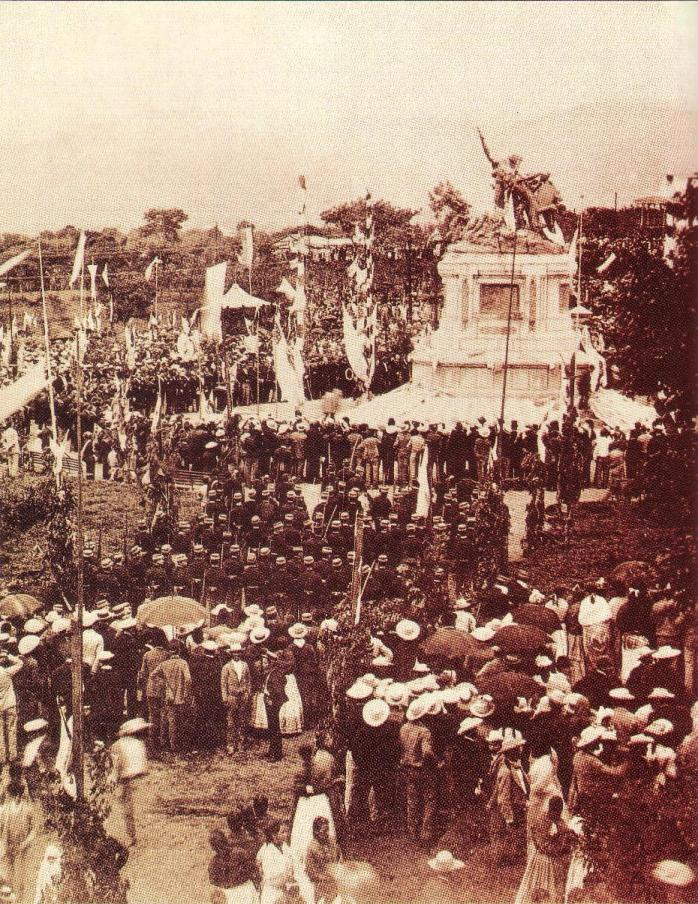
Inauguración del Monumento Nacional de Costa Rica el 15 de septiembre de 1895 en conmemoración de la Campaña Nacional de 1856-1857.

"El 1 de mayo debe ser recordado y festejado en Costa Rica como día de gloria para la raza latina, que ha sabido defender su religión y su Patria y escarmentar debidamente a la horda salvaje que intentara sumirnos en la más oprobiosa esclavitud".

## Consecuencias de la Campaña Nacional
En Costa Rica, se considera a la Campaña Nacional como la lucha por la libertad, con el mismo significado de una guerra por la independencia, dado que el país vio amenazada su propia existencia, su integridad territorial y su cultura. Esto sirvió para fortalecer el patriotismo, fortaleciendo la identidad colectiva entre los costarricenses, otorgándole rasgos mejor definidos a la nación.
Por estos motivos, se considera a la Campaña Nacional como vital en el proceso de formación de la identidad nacional y básica para la conformación de Costa Rica como estado-nación. Se le considera la coyuntura más trascendental en la construcción de la nacionalidad costarricense.